# یکسان‌سازی فرهنگی در ایران معاصر
یکسان‌سازی فرهنگی در ایران معاصر، اصطلاحی است به این معنا که در ایران روندی وجود داشته و می‌دارد که فرهنگ مردم ایرانی را یکسان کند. به عقیدهٔ باورمندان به وجود چنین تفکری، در زمان دولت پهلوی به خصوص در دوره رضاشاه، این سیاست به‌طور شدید دنبال می‌شد و تا امروز نیز ادامه دارد. مخالفین این دیدگاه ادعا می‌کنند که ملت‌هایی مانند ایران، مصر و یونان، ملت‌هایی باستانی هستند، که اغلب ویژگی‌های ملت به معنای امروزی آن را نیز دارا هستند و اگر هویت ملی ایرانی را بر مبنای عناصری چون زبان، دین، تاریخ و فرهنگ مشترک تعریف کنیم، هیچ‌کدام از این عناصر، ساخته و پرداخته یک دولت نیستند.

## پیش زمینه
احساس یگانگی ملی و حس همبستگی با زبان و ادبیات فارسی در دوران پیش از مدرن و پیش از ملی‌گرایی سبک غربی نیز در ایران همواره موجود بوده و مردم ایران، حتی اگر دارای تفاوت‌های زبانی هم بوده‌اند، اما زبان و ادبیات فارسی را از پایه‌های ملیت خود دانسته‌اند. با این حال در دوران پیش از ورود اسلام به ایران نیز، زبان‌های گوناگونی در این سرزمین وجود داشته‌، که برجسته‌ترین آن‌ها فارسی میانه (پهلوی) زبان رسمی ساسانیان در ایران بود. زبان‌های دیگر ایرانی نیز در آسیای میانه رایج بود، که مهم‌ترین آن‌ها سُغدی و خوارزمی بودند. پس از ورود اسلام به ایران، زبان عربی در نقاطی از ایران به ویژه خراسان و آذربایجان رواج می‌یابد. با گذشت زمان، زبان فارسی دری در دوران سامانی و صفاری به عنوان زبان رسمی برگزیده می‌شود. این زبان در گسترده‌ترین حد خود، از بالکان تا هندوستان و آسیای میانه به عنوان زبان فرهنگی و دیوانی و رسمی و میانجی کابرد داشته‌است.  پس از فروپاشی دولت سامانی، زبان ترکی نیز به تدریج جایگاه زبان‌های خوارزمی و سغدی را در ماوراءالنهر می‌گیرد. در دوران سلطنت فرمانروایان ترک‌تبار سلجوقی و غزنوی، آن‌ها با وارد شدن به حوزه‌های فرهنگی و تمدنی ایران، تاحدود زیادی تحت تأثیر فرهنگ ایرانی قرار گرفته و دارای فرهنگی ترکی ایرانی می‌شوند. همچنین زبان فارسی به عنوان زبان رسمی قلمرو سلجوقی و غزنوی باقی می‌ماند. در دوران حمله‌ی مغول‌ها به ایران، به سبب مهاجرت گسترده خوارزمی‌های فراری ساکن منطقه خوارزم به بخش شمال غرب ایران و نیز بخش بزرگی از سرزمین‌های اران، شروان و آذربایجان، این مناطق به تدریج ترک‌زبان می‌شوند. با این اوصاف، بجز در دوران دویست سال پس از حمله اعراب به ایران همواره زبان فارسی، به عنوان تنها زبان رسمی و زبان مشترک فرهنگی سرزمین ایران، مورد استفاده بوده‌است. در زمان انقلاب مشروطه و قوانین اساسی بعد از آن نیز باز زبان فارسی به عنوان زبان رسمی و آموزشی و اداری کشور پذیرفته می‌شود.. با این حال در کشور ایران تنوع زبانی همیشه وجود داشته‌است و به علاوه زبان فارسی و سایر زبان‌های ایرانی پس از اسلام، زبان ترکی در آذربایجان و زبان عربی نیز رایج گردیدند.

### نظریه سیاسی شدن پژوهش‌ها در رابطه با رفتار دولت
در ادبیات مربوط به تحولات قومی که از سوی گروه‌ها و نخبگان جریان‌های سیاسی قوم‌گرا و گاه از سوی جریان‌های سیاسی چپ‌گرا نوشته می‌شوند، برداشت می‌شود که جامعه ایرانی متشکل از گروه‌های قومی یا به گفته برخی‌ها «ملیت‌هایی» است که همیشه در حال کشمکش با یکدیگر بوده، هویت و بیداری قومی اساس رفتار آن‌ها را تشکیل می‌داده‌است. به گفته برخی از این جریان‌های چپ این «خلق‌ها هیچ وجه اشتراک فرهنگی، تاریخی و دینی و زبانی نداشته‌اند و از سوی دولت‌های قومی مسلط سنتی و مدرن سرکوب شده‌اند.
یکی از تحولات و تأثیرت مهم ناشی از ظهور دولت مدرن در ایران، پایان دادن به اقتدار محلی رؤسای ایلات و طوایف در مناطق گوناگون کشور بود. همین مسئله بعدها تأثیر مهمی بر ظهور حرکت‌های محلی گرا به جای گذاشت و در برخی مناطق، زمینه‌های ظهور جنبش‌های نخبه‌گرای قومی را فراهم ساخت. با این همه مسئله رابطه دولت مدرن ایرانی با پدیده قوم‌گرایی به‌طور خاص و اقوام ایرانی به‌طور عام، پیش از آن که موضوع مطالعات علمی در حوزه‌های علوم اجتماعی ایران شود، به یکی از مبادلات و دعاوی سیاسی-ایدئولوژیک جریان‌ها، احزاب و گروه‌های سیاسی چپ‌گرا گاه دارای گرایش‌ها قوم‌گرایانه بدل شد. در این‌گونه مطالعات سیاسی‐ایدئولوژیک، دولت مدرن مسبب همه مشکلات اجتماعی، اقتصادی و فرهنگی ایران، به ویژه در مناطق مرزی و محل سکونت اقوام ایرانی شده و نویسندگان این‌گونه نوشته‌ها، با طرح شعارهای غیرعلمی تند و دعاوی عجولانه در رابطه با نقش دولت مدرن در تحولات مذکور مجموعه‌ای از ادبیات خاص به وجود آوردند که بعدها نیز از سوی برخی از پژوهشگران و دانشجویان رشته‌های علوم اجتماعی، به ویژه علوم سیاسی، جامعه‌شناسی، تاریخ و… مورد استفاده قرار گرفت. حاصل این‌گونه نوشته‌های مبتنی بر دعاوی سیاسی و عاری از پژوهش‌های عمیق، چیزی جز مخدوش ساختن جایگاه دولت مدرن و به ویژه نقش آن در ظهور گرایش‌های گریز از مرکز نبود. داده‌های تاریخی و اسناد موجود نشان می‌دهد که [نه تنها] بسیاری از دعاوی مندرج جنبه سیاسی و ایدئولوژیک پیدا می‌کند و بر پژوهش‌های علمی بی‌طرف استوار نیست.

#### ساختار قومی و زبانی ایران پیش از سده بیستم
ایران پیش از سده بیستم چون امروز سرزمین دارای تنوع زبانی بود. در فلات مرکزی جمعیت شهری به زبان فارسی صحبت می‌کرد. روستاییان و کوچ‌نشین‌ها به فارسی، بختیاری، لری، قشقایی، بلوچی، عربی یا ممسنی سخن می‌گفتند. در استان‌های کرانه خزر روستاییان به گیلکی، تالشی، یا مازندرانی و شهرنشینان به فارسی و ترکی آذری؛ کوچ‌نشین‌ها به کردی یا ترکی حرف می‌زدند. ساکنان آذربایجان عموماً به آذری تکلم می‌کردند اما در بعضی مناطق سکنه تات و ارمنی، و عشایر کرد، شاهسون، ترکمن، افشار، و قره داغی نیز وجود داشتند. استان‌های غربی غالباً شامل قبایل کرد، لر و عرب بود و در بعضی نقاط نیز قبایل افشار، آذری، فارس، بیات، گورانی، و آشوری‌ سکونت داشتند. علاوه بر آن سکنه بسیاری از دره‌های کردنشین، گویش کردی خاص خود را به کار می‌بردند. استان‌های جنوب شرقی شامل قبایل بلوچ، عرب، افغان، افشار، کرد و نوشیروانی بود. در مناطق شمال شرقی فارس‌ها، آذری‌ها، ترکمن‌ها، کردها، اعراب، شاهسون‌ها، افشارها، جمشیدی‌ها، تاجیک‌ها، افغان‌ها، قاجارها، هزاره‌ها، بیات‌ها و بلوچ‌ها می‌زیستند. به این ترتیب ساختار قومی ایران به موزاییک پیچیده‌ای شبیه بود که در آن هر تکه‌ای شکل و اندازه و رنگ متفاوتی داشت. اگر عبارت واحدی بتواند این وضع را توصیف کند، بی تردید تنوع گروهی است؛ زیرا در بین دهقان‌ها، عشایر و شهری‌ها تنوع عظیم شیوه زیست وجود داشت. باورهای مذهبی متنوعی، به ویژه در بین شیعه و سنی، مسلمان و غیر مسلمان، مجتهدی‌های اثنی عشری و شیعیان دیگر دیده می‌شد. علاوه بر این در زبان‌های رایج نیز، گویش‌های متفاوتی یافت می‌شد، به ویژه در میان فارس‌ها، آذری‌ها، ترکمن‌ها، کردها، گیلک‌ها، بلوچ‌ها و مازندرانی‌ها چنین چیزی وجود داشت.
درحالی‌که فارسی در ایران زبان دیوانی و زبان فرهنگ فاخر بود، زبان‌ها و گویش‌های ایرانی و غیرایرانی دیگری هم در ایران گویشور داشت. ادبیات ممتاز تقریباً بدون استثنا به فارسی بود و این زبان وسیله اصلی ارتباط در سرزمین‌هایی بسیار دور از یکدیگر- از سمرقند و بخارا تا اصفهان و فارس، از قفقاز تا لاهور - بود. فارسی به عنوان زبان دیوانی و ادبیات ممتاز احتمالاً قوی‌ترین عامل ایجاد هویت جمعی در اقوام ساکن اقلیم فرهنگی ایران بود. برای مثال در دوران صفوی درباری‌ها به زبان ترکی سخن می‌گفتند؛ در دوران قاجاری نیز زبانی که در دربار ولیعهد در تبریز بدان سخن می‌گفتند، زبان ترکی بود. در دربار شاهی نیز‌، زبان ترکی در کنار زبان فارسی به کار می‌رفت. شاهان قاجاری، تا مظفرالدین‌شاه، اغلب افتخار می‌کردند که از نسل چنگیز خان مغول هستند.
ترس از هم‌شکل شدن که در جهان کنونی وجود دارد در محیطی با آن تنوع قبیله‌ای، زبانی و دینی قابل تصور نبود. در تصور روستایی پنداشتن جامعه ایران، یک مشخصه مهم ایران قرن سیزدهم، کم است. تنوع گروهی به سهولت به انشعاب گروهی می‌انجامید: وحدت ملی به تفرقه ملی، و اشتراک گروهی به تنگ نظری منطقه‌ای و تشتت سیاسی بدل می‌شد. ان لمبتن معتقد است که «ستیزه‌جویی گروهی، به نحوی از انحاء تا روزگار معاصر همچنان یکی از مشخصه‌های حیات ایرانیان است.» سیاحان اروپایی که در قرن نوزدهم میلادی از ایران دیدار می‌کرده‌اند همگی شاهد سه نوع تفرقه جویی در میان ایرانی‌ها بوده‌اند: کشاکش مذهبی آشکار بین مسلمان و غیر مسلمان، و سنی و شیعه؛ دشمنی دیرینه میان کوچ‌نشین‌ها و روستایی‌ها و اختلاف زبانی بین مردمان ایرانی و غیر ایرانی، مورد اخیر را اروپایی‌ها که تحت تأثیر نظریه‌های نژادی معاصر بوده‌اند مورد تأکید قرار دادند؛ مثلاً کنت دو گوبینو پس از سه سال اقامت در تهران به عنوان نماینده فرانسه، در اثر مشهورش؛ نابرابری نژادهای بشر نوشت که ایران از شش گروه ملی: فارس، ترک، عرب، کرد، یهودی، و زرتشتی تشکیل می‌شود. ادوارد براون در اثری به یاد ماندنی از ادب فارسی، تاریخ ایران را از اعصار افسانه‌ای تا زمان خودش مبارزه‌ای دائم بین ترک‌های شمال و فارس‌های جنوب قلمداد کرد. «نفرت قدیم هنوز پابرجاست و اگر کسی به جستجوی آن برخیزد، خواهد دید که روستایی جنوب، دربارهٔ شمالی‌ها چه فکر می‌کند، و شمالی‌ها دربارهٔ مهد عظمت ایران باستان چه نظری دارند.» حتی ولادیمیر مینورسکی مورخ قرن بیستم، مشخصه اساسی گذشته ایران را کشمکش مداوم بین ترک‌های صحراگرد و فارس‌های یکجانشین می‌داند و نتیجه می‌گیرد که این دو چون آب و روغن درهم نمی‌آمیزند.
اما این تعمیم‌ها، با بی‌توجهی به تقسیمات چندگانه بین هر گروه بزرگ: تقسیمات قبیله‌ای، منطقه‌ای و مذهبی در درون یک نژاد واحد؛ اختلاف بین جوامع هم‌جوار در میان جمعیت‌های عشیره‌ای، روستایی و شهری؛ و رقابت بین فرقه‌ها، نحله‌ها و مسلک‌های متعدد، در درون تشیع، معضل ستیزه‌جویی گروهی را بیش از حد ساده می‌کند. تاریخ ایران قرن سیزدهم بسیار پیچیده‌تر از مبارزه‌ای ساده بین چند گروه عمده بود. این تاریخ شاهد کشمکش‌های چندگانه بین مجامع کوچک بیشمار، طایفه ضد طایفه، ایل ضد ایل، ایل ضد روستا، ایل ضد شهر، شهر ضد روستا، روستا ضد روستا، روستا ضد محله شهر، و محله شهر ضد محله شهر بوده‌است.
| ساختار قومی ایران | جمعیت اقوام بالای پنجاه هزار نفر (آمار سال ۱۲۳۰) |
| فارس              | ۴۰۰۰۰۰۰                                          |
| آذری              | ۲۱۱۰۰۰۰                                          |
| کرد               | ۸۰۰۰۰۰                                           |
| لر                | ۲۱۰۰۰۰                                           |
| بختیاری           | ۲۵۰۰۰۰                                           |
| عرب               | ۴۰۰۰۰۰                                           |
| گیلک              | ۳۰۰۰۰۰                                           |
| مازندرانی         | ۳۰۰۰۰۰                                           |
| بلوچ              | ۲۶۴۰۰۰                                           |
| قشقایی            | ۲۶۴۰۰۰                                           |
| ترکمن             | ۱۰۰۰۰۰                                           |
| شاهسون            | ۹۰۰۰۰                                            |
| تالشی             | ۵۰۰۰۰                                            |
| افشار             | ۱۵۰۰۰۰                                           |
| ارمنی             | ۱۱۰۰۰۰                                           |
|                   |                                                  |
| [ ۲۲ ]            |                                                  |

### پیدایش ناسیونالیسم نوین ایرانی و رابطه آن با یکسان‌سازی

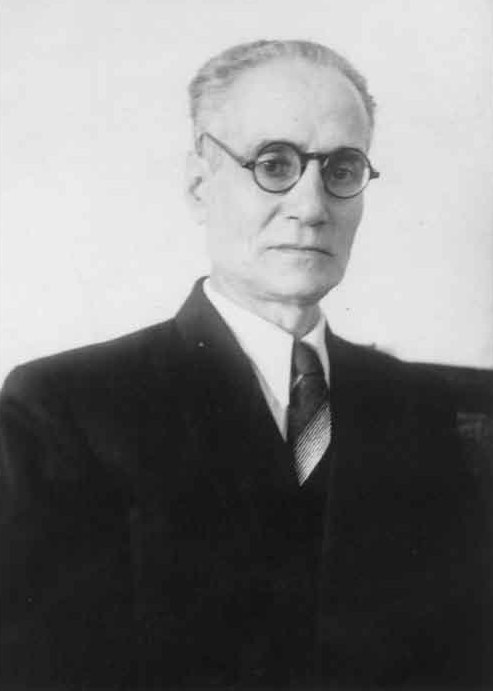
احمد کسروی

هرچند این پندار وجود دارد که ناسیونالیسم ایرانی در زمان رضاشاه براساس ناسیونالیسم زبانی به وجود آمد و او از این طریق موفق شد که یک دولت مدرن در ایران بسازد، ولی در واقع به ریشه این ناسیونالیسم بی‌اعتنایی شده‌است. واقعیت این‌ست که ریشه ناسیونالیسم نوین ایرانی به کشمکش‌های سیاسی دوران قاجار و انقلاب مشروطه برمی‌گردد. در این زمان بود که ایران‌گرایی به عنوان یک اندیشه سیاسی شکل می‌گیرد. «ایران پاک» که در مقال انیران تعریف می‌شود.
در قرن نوزدهم، ارتباط با غرب، از طریق سفر، ترجمه و موسسات آموزشی، آرای نو، ارزش‌های نو و از این طریق اندیشمندان نو پدیدآورد. آنان با سیر در تاریخ غرب، قانع شدند که یکی از ملزومات پیشرفت انسان گسستن امپریالیسم بیگانه‌است. آنان معتقد بودند ناسیونالیسم چنگال‌های استثمارگر امپریالیست‌ها را قطع می‌کنند.

#### تدافعی بودن شکل‌گیری ناسیونالیسم در ایران
عده‌ای از پژوهشگران، شکل‌گیری این اندیشه را تدافعی می‌دانند. قابل توجه و برخلاف انتظار، بسی از رهبران این جنبش نوین آذربایجانی ایرانی بودند. اندکی پیش از جنگ جهانی اول، تبلیغات پان‌ترکیستی دولت عثمانی، آذربایجان ایران و قفقاز و آسیایه میانه را مورد هدف قرار داد. در واقع هدف این تبلیغات این بود که آذربایجان ایران را ترغیب به جدایی از ایران و وصل کردن به یک سرزمین نوین پان‌ترکی بکنند. ولی همین تبلیغات برخلاف نظرهای پان‌ترکیست‌ها موجب شد که گروهی از روشنفکران آذربایجان بزرگ‌ترین و تندترین پشتیبانان تمامیت ارضی و استقلال ایران شوند. در ایران پس از انقلاب مشروطه یک نوع ناسیونالیسم رومانتیک ایرانی به عنوان واکنش به تجزیه‌پروری عثمانی ریشه گرفت. این گروه ایرانی آذربایجانی در واکنش به تجزیه‌پروری عثمانی خواستار گسترش ناسیونالیسم بر اساس زبان فارسی و ملی‌گرایی ایرانی شدند و هدف آن‌ها حفظ یکپارچگی و استقلال ایران بود. از این لحاظ آن‌ها سیاست‌های یکسان‌گرایی براساس زبان فارسی را پیشنهاد نمودند که در دوران رضاشاه بیشتر به آن عمل شد. از میان این گروه می‌توان به دکتر محمود افشار اشاره کرد که بنیان‌گذار پان‌ایرانیسم بود و این مکتب فکری را در واکنش به خطرهای پان‌ترکیسم و پان‌عربیسم و در تقویت تمامی ارضی و استقلال ایران بنا نهاد. کاظم‌زاده ایرانشهر نیز در مجله ایرانشهر (چاپ برلین) به ادعاهای پان‌ترکیستان پاسخ می‌داد و در واکنش به ادعاهای آن‌ها به نژاد آریایی مردم آذربایجان و برتری مردم ایران تأیید می‌کرد. همچنین محمود افشار در مجله آینده بحث‌هایی در رابطه با هویت ملی و تمامیت ارضی و وحدت ملی باز کرد و اندیشه‌های خود را در آن نگاشت. از میان تحرکات عثمانیان می‌توان به تعطیل کردن مدارس فارسی و نابودی کتاب‌های فارسی اشاره کرد که واکنش شدیدی از میهن‌پرستان ایرانی را به دنبال داشت. در واقع سیاسی شدن مسئله زبان به این دوران پیش از رضاشاه برمی‌گردد. اقدامات روسیه تزاری برای از بین بردن زبان فارسی در قفقاز و جایگزین کردن آن با زبان‌های محلی برای کاستن از نفوذ ایران نیز موجب تحرک اندیشمندانی ایرانی آن دوران شده بود. در همین دوره پان‌ترکیست‌ها به‌طور سیستماتیک در نابودی میراث ادبی ایران و زبان فارسی در ازبکستان نیز می‌کوشیدند و تمامی مدارس فارسی‌زبان در آن سامان نیز بسته شد. در کل سیاست‌های ضد زبان فارسی یکی از عوامل تحرکات روشنفکران میهن‌دوست آن دوران بود. مسئله دیگر که باعث حساسیت این روش‌فکران گردید اشغال آذربایجان از سوی ارتش عثمانی در سال ۱۹۱۸ بود. ارتش عثمانی و نخبگان پان‌ترکیست آن، به انتشار نشریه ترک‌زبان «آذرآبادگان» زدند و در آن نشریه به میراث تمدنی، فرهنگی و سیاسی ایران هجوم شد و تلاش شد تا تاریخ و فرهنگ و میراث دیگری برای آذربایجان معرفی گردد. سیاسی کردن مسئله زبانی باعث شد که گروهی از روشن‌فکران در تبریز در همان زمان برای مقابله با سلطه عثمانی، بر تداوم کاربرد فارسی به عنوان زبان آموزشی و اداری و مکاتباتی در آذربایجان پافشاری کنند. به علاوه این سیاست زدودن زبان فارسی در روسیه تزاری و در قاره هند نیز باعث هراس ایران‌دوستان از کاهش نفوذ فرهنگی ایران شد. در هر حال اقدامات همسایگان ایران در جلوگیری از آموزش زبان فارسی و تعطیل ساختن مدارس فارسی و نابودی کتاب‌های فارسی از سوی دیگر، حساسیت اندیشمندان و نخبگان ایران را به خطرهای کارگیری زبان‌های محلی برانگیخت.

#### رابطه ناسیونالیسم با یکسان‌سازی
محمدعلی همایون کاتوزیان معتقد است از نظر احساسات رمانتیک محض و احساس برتری ملی، تفاوت چندانی بین ناسیونالیسم ایرانی و ترکی و بعدها عربی در قرن بیستم نبود. ولی آریایی‌گری اروپایی که در پایان قرن نوزدهم پدید آمد و به جاهای دیگر رسید، دست کم برای عرب‌ها و ترک‌ها موهن بود. اما همین آریایی‌گری بهترین دستاویز ناسیونالیسم رمانتیک ایرانی پان ایرانیسم شد: برتری ملت ایران نه تنها به سبب مجد و عظمت - واقعی یا خیالی – پیشین‌اش، بلکه بیش از آن به دلیل تعلق‌اش به نژاد برتر اروپا بود که تمدن جدید اروپا را با آن همه دستاورد علمی و اجتماعی به بار آورده بود؛ و ناخرسندی، و چه بسا افسردگی، روشنفکران ناسیونالیست ایرانی موقعی بیشتر می‌شد که عقب ماندگی‌های ایران را با پیشرفت‌های اروپا مقایسه می‌کردند و مقصر را بیشتر -اگر نه فقط- عرب‌ها (و سپس ترک‌ها) و اسلام می‌دیدند. اسکندر و یونانیان هم از نکوهش به خاطر انحطاط ایران بی نصیب نمی‌ماندند؛ اما -جز در کتاب‌های تاریخ- زود از آن معاف شدند زیرا هم اروپایی بودند و هم دیگر همسایه ایران نبودند.
رک‌گوترین و بی‌ریاترین شاعر بیان‌گر این ناسیونالیسم در ایران عارف قزوینی بود. مطلوب او یا نجات ناگهانی بود یا مرگ و نابودی کامل:
| مشکل کار من آسان نکند کس جز مرگ      |  | چه کنم آن که کند مشکلم آسان، نرسید |
| من در این غم که سکندر ز چه ایران آمد |  | تو به فکری ز چه بر چشمه حیوان نرسی |
| تا که شد پای عرب باز در ایران آن روز |  | خبر خرمی از کشور ساسان نرسید       |
| عارف از بهر همین آمده پرسد از چیست   |  | خبر کن فیکون گشتن تهران نرسید      |

طولی نکشید که ترک‌ها هم در اشعار ناسیونالیستی عارف با همین چوب رانده شدند، اگرچه در درجه اول تقصیر از خود شان بود زیرا برخی از نویسندگان و روزنامه‌نگاران ترک مدعی شده بودند که ایران هزار سال زیر سلطه ترکان بوده‌است. هنگامی که امواج پان تورانیسم به سواحل آذربایجان رسید، عارف در تصنیفی به نام «این مهد زرتشت» از هم‌میهنان ترک خود درخواست کرد «از ترک و از زبان ترک بپرهیز»:
| زبان [فارسی] فرامُش نکنید! |  | بگفت زردشت کز آب |
| خموش آتش نکنید!           |  | خموش آتش نکنید   |

او خشمگین از گفته‌های تعصب‌آلود بعضی روشنفکران ناسیونالیست ترک، چنین سروده‌است:
| زبان ترک از برای قفا کشیدن است |  | صلاح، پای این زبان ز مملکت بریدن است |

### دیدگاه در مورد تعریف ایرانی و فارسی
در مورد لغت «فارس» و «فارسیت» و «ایرانیت» و پیوند این‌ها دو نظریه وجود دارد. گروهی از نخبگان می‌گویند تعریفی به نام «قوم فارس» و جدایش آن از «ایرانی» ابهام دارد.

#### دیدگاه یکی بودن ایرانی و فارسی در متون قدیم و اسلامی و قاجار
در لغتنامه دهخدا در ذیل «فارسی» آمده‌است: «فارسی. (ص نسبی) منسوب به فارس که فارسیان و ممالک آن‌ها باشد. (منتهی الارب). معرب پارسی؛ ایرانی. (حاشیهٔ برهان چ معین: پارس). » و در زیر «فارس» آمده‌است: «آن که زبان فارسی دارد. آن که از مردم ایران است. در مقابل ترک، عرب و جز آن». دکتر «امان‌اللهی» یکی از انسان شناسان ایران، این مسئله را مطرح می‌کند که آیا اصلاً در ایران قومی به نام «قوم فارس» وجود خارجی دارد یا نه. به عقیده او ما در ایران استان فارس داریم، زبان فارسی هم داریم، اما قوم فارس نداریم.
نمونه قطران تبریزی، شاعر دهقان‌تبار (طبقه‌ای از ایرانیان ساسانی)، می‌سراید:
بلبل به سان مطرب بیدل فراز گل//گه پارسی نوازد، گاهی زند دری// و دکتر امین ریاحی خوئی، در این بیت «دری» را زبان فارسی خراسان و پارسی را زبان ایرانی آذربایجان می‌داند. ابوریحان بیرونی، ایرانیان زبان خوارزمی را شاخه‌ای از درخت استوار پارسیان می‌داند: «و أما أهل خوارزم، و إن کانوا غصناً من دوحة الفُرس» (و مردم خوارزم، آن‌ها شاخه‌ای از درخت استوار پارسیان (ایرانیان) هستند).
ابو الحسن مسعودی در التنبیه و الاشراف می‌نویسد: «پارسیان قومی بودند که قلم‌روشان دیار جبال بود از ماهات و غیره و آذربایجان تا مجاور ارمنیه و اران و بیلقان تا دربند که باب و ابواب است و ری و طبرستان و مسقط و شابران و گرگان و ابرشهر که نیشابور است و هرات و مرو و دیگر ولایت‌های خراسان و سیستان و کرمان و فارس و اهواز با دیگر سرزمین عجمان که در وقت حاضر به این ولایت‌ها پیوسته‌است، همهٔ این ولایت‌ها یک مملکت بود، پادشاه‌اش یکی بود و زبان‌اش یکی بود، فقط در بعضی کلمات تفاوت داشتند، زیرا وقتی حروفی که زبان را بدان می‌نویسند یکی باشد، زبان یکی است وگر چه در چیزهای دیگر تفاوت داشته باشد، چون پهلوی و دری و آذری و دیگر زبان‌های پارسی.»
از این نکته برمیاید که فارسی دری تنها یکی از زبان‌های گروه مردمان پارسی حساب می‌شود و گویندگان زبان‌های دیگر مانند آذری قدیم و پهلوی و زبان‌های دیگر پارسی نیز جزو گروه مردمان پارسی حساب می‌شدند. برای نمونه در کتاب مرزبان نامه، که ترجمه‌ای است از طبری کهن به دری، وراوینی زبان طبری کهن راً فرس-قدیم" می‌خواند.
در متون دوران قاجاریه، به اقوام کرد و لک لقب «فرس قدیم» را می‌دادند و خارجی‌ها لک‌ها و لرها و بختیاری‌ها و کردها را جزو گروه‌های پارسی می‌شمردند و خود آن گروه نیز خود را از «فرس قدیم» می‌دانستند
پیوند ایران و فارس نیز در متون کهن بارها گواهی گردیده‌است، چنان‌که حمزه اصفهانی می‌نویسد: «آریان که همان فرس است در میان این کشورها قرار دارد و این کشورهای شش‌گانه محیط بدان‌اند، زیرا جنوب شرقی زمین در دست‌چین، و شمال در دست ترک، میانه جنوب در دست هند، روبه‌روی آن یعنی میانه شمالی در دست روم و جنوب غربی در دست سودان و مقابل آن یعنی شمال غربی در دست بربر است».
بنابراین تا دوران اخیر لغت «فارس» محدود به گونه «دری» فارسی نبوده‌است و در واقع شامل زبان‌های متعدد ایرانی و ساکنیان مردم ایران می‌شده‌است.

#### دیدگاه تفاوت ایرانیت و فارسیت
ایران، به عقیده هما کاتوزیان از نظر جغرافیایی و تاریخی، منطقه‌ای است که از لحاظ فرهنگی تمام یا بخش‌هایی از چند کشور را در بر می‌گیرد. گروه زبان‌های ایرانی زبان‌های فراوانی را شامل می‌شود که جز دری و تاجیکی هیچ‌یک از این زبان‌ها و گویش‌ها را فارسی‌زبان امروز نمی‌فهمد. به عقیده کاتوزیان، بنابراین، فرق است بین ایرانیت و فارسیت به‌طور خاص؛ گرچه حتی فارسیت نیز به سنت همگنی اشاره ندارد. از این روست تشابه‌ها و تفاوت‌های موجود در فرهنگ ایرانی به معنای وسیع کلمه، که همه مردمان سرزمین ایران در آن سهم دارند.

## فرایند ساخت دولت مبتنی بر ملت واحد در ایران
معمولاً فرایند دولت سازی، به مراحلی گفته می‌شود که بر اساس آن قدرت‌های محلی تضعیف شوند، یا به کلی تحت‌الشعاع یک قدرت مرکزی قرار گیرند، به شکلی که دولت مرکزی دارای حاکمیت مطلق بر سرزمین شود. فرایند ملت‌سازی عبارت است از ایجاد یک فرهنگ مشترک ملی در سطح کشور. در این حالت، فرهنگ‌های فرعی بومی در حالی که خصوصیات فرهنگی خود را حفظ می‌کنند، پیرو یک فرهنگ گسترده‌تر در سطح کشور می‌شوند. فرایند دولت - ملت‌سازی (Nation -state building) به لحاظ اقتصادی، محصول توسعه صنعتی و رشد نظام سرمایه‌داری و در هم ریخته شدن مرزهای قومی - قبیله‌ای و ایجاد بازارهای ملی است.
ظهور دولت مدرن یکی از مهم‌ترین تحولات ایران معاصر در قرن بیستم بوده‌است. گرچه پدیده دولت در ایران پدیده‌ای کهن است و برخی ایران‌شناسان برآنند که اصولاً نخستین دولت متمرکز جهان، به معنی دقیق آن در دوران هخامنشیان در ایران ظهور کرد، اما دولت مدرن به مفهوم مورد نظر علوم اجتماعی مدرن، به ویژه آنگونه که در آثار ماکس وبر آورده شده‌است، پس از کودتای ۱۲۹۹ شمسی در ایران به وجود آمد؛ یعنی دولتی تمرکزگرا که استفاده مشروع از قدرت حکومتی را تنها به خود اختصاص داده و منحصر کرده بود.

### دوره تجزیه: ۱۲۸۸–۱۲۹۹
در آبان ۱۲۸۸ مجلس ملی دوم گشایش یافت. از سال ۱۲۸۹ در این مجلس چنددستگی ظهور کرد. ۲۷ اصلاح طلب در فرقه دموکرات و ۵۳ محافظه کار در فرقه اعتدال ائتلاف کردند. در خارج از پارلمان حزب دموکرات را در عمل حیدرخان عمواوغلی و محمدامین رسول زاده اداره می‌کردند. حیدرخان چون نمی‌توانست فارسی را سلیس صحبت کند، نتوانست وکیل مجلس شود. روزنامه ایران نو، ارگان این حزب، در مقاله‌ای اظهار داشت ناسیونالیسم تنها حفاظ مطمئن در برابر تجدید حیات گروه گرایی و استبداد سلطنتی است. برای اطمینان از این که چنین رژیمی دوباره ظهور نخواهد کرد، ایران باید همه مردم - مسلمان و کلیمی، مسیحی و زرتشتی، فارس و ترک - را برابر و آزاد و کاملاً ایرانی بداند.
جنبش ناسیونالیستی از انقلاب مارس ۱۹۱۷ روسیه نیرو گرفت. سازمان‌های سیاسی در ایران، با سقوط امپراطوری تزاری دوباره پا گرفتند. به گفته وزیر مختار انگلستان، نخستین اثر انقلاب این بود که حزب دمکرات افراطی در تهران قدرت خود را بازیافت. در گیلان، داوطلبان جدید به رهبری خالو قربان و احسان الله خان به جنگلیها پیوستند. خالو قربان سرکرده گروه کوچکی از کارگران کتیراسازی و کردهای کرمانشاه بود و احسان الله خان روشنفکری آذری که در هنگام تحصیل در پاریس با آنارشیسم آشنا شده بود و دسته‌ای از دمکراتها را از تهران با خود آورد. در اواخر ۱۲۹۶ جنگلی‌ها قدرت بزرگی در شمال بودند.
در این میان شیخ محمد خیابانی، دمکرات پیشگام آذربایجان، کنفرانس شاخه ایالتی فرقه دموکرات را در تبریز تشکیل داد. خیابانی که از روحانیون محبوب محله شیخی خیابان بود، به هنگام تحصیل در قفقاز آرای رادیکال کسب کرده، به عنوان رزمنده‌ای از صنف خرازان در انقلاب جنگیده، و در مجلس ملی دوم، به عنوان دموکراتی برجسته شهرت یافته بود. چهارصد و پنجاه نماینده حاضر در کنفرانس، که اغلب از شهرهای آذربایجان آمده بودند، روزنامه تجدد را راه انداختند، نام شاخه فرقه دمکرات در آذربایجان را به فرقه دمکرات آذربایجان تغییر دادند، و چهار درخواست عمده از حکومت مرکزی اعلام کردند: آغاز اصلاحات دموکراتیک مانند تقسیم اراضی، تعیین والی مورد اعتماد برای مردم آذربایجان، بازگشایی فوری مجلس ملی در تهران (که پس از قرار داد ۱۹۰۷ روسیه و انگلستان از بین رفته بود)، و تشکیل انجمن‌های ایالتی که در قانون اساسی پیش‌بینی شده اما تا آخرین روزهای جنگ داخلی تحقق نیافته بود. خیابانی در اختتامیه گله کرد که آذربایجان با وجود فداکاری‌هایش در انقلاب مشروطه نه تعداد نمایندگان اش در مجلس منصفانه‌است نه سهم عادلانه‌ای از بودجه را از حکومت مرکزی دریافت می‌دارد. چند روز پس از کنفرانس فرقه دموکرات یک گروه اقلیت به ریاست احمد کسروی تاریخ‌نگار را به علت مخالفت با درخواستهای مذکور و تغییر اسم خراج کرد. تا آن زمان، محافظه کاران به خصوص سران عشایر به شدت از خودمختاری محلی دفاع می‌کردند؛ در حالی که اصلاح طلبان پیشاهنگ استقرار یک حکومت مرکزی کارآمد بودند. اما از ۱۲۹۶ به بعد، محاسن و معایب تمرکز و عدم تمرکز هر دو مایه اشتغال خاطر بسیاری از اصلاح طلبان می‌شد.
در همین حال سوسیال دموکراتهای قدیمی هوادار بلشویکهای روس در باکو گرد آمدند و تشکیل فرقه عدالت را اعلام کردند. آن‌ها روزنامه دو زبانه آذری فارسی حریت را تأسیس کردند. تقریباً همه رهبران حرب جدید، روشنفکران آذربایجان ایران بودند که از سال ۱۹۰۶ با بلشویک‌های روس همکاری داشتند. آنان نخستین کنگره خود را در انزلی برگزار کردند.
آبراهامیان می‌گوید: با گروهبندی مجدد احزاب ناسیونالیست و کمونیست مخالفت با حکومت مرکزی در تهران بر اثر انتشار قرارداد ۱۹۱۹ ایران و انگلیس اوج تازه‌ای یافت. در این پیمان نامه انگلستان متعهد می‌شد به ایران ۲۰۰۰۰۰ پوند وام دهد و کمک کند و در عوض ایران انحصار تأمین سلاح، آموزش نظامی و مشاوران کشوری را به انگلستان واگذار می‌کرد. به نظر مخالفان، این معاهده طرح امپریالیستی نمونه واری بود که ایران را به صورت تابعه امپراتوری بریتانیا درمی‌آورد. شوروی توافقنامه را محکوم کرد و در انزلی نیرو پیاده کرد. مجتهدان بزرگ در کربلا علیه انگلستان فتوا دادند. دموکراتهای آذربایجان با پشتیبانی تجار محل که توافقنامه را طرحی فریبکارانه برای منحرف کردن راه‌های تجاری به بغداد می‌دانستند تهران را به فروش ایران متهم ساختند، در خواست تشکیل مجلس ملی و انجمن‌های ایالتی را تجدید کردند، استقرار جمهوری را خواستار شدند، و با تغییر نام «ایالت آذربایجان» به «مملکت آزادیستان» به انفصال از ایران روی آوردند. (البته مورخان دیگری اعتقاد دارند هنگامی که در ۲۷ مه ۱۹۱۸ در سرزمین آن سوی ارس تا جنوب شرقی قفقاز جمهوری جدید آذربایجان برپا شد، گذاردن نام آذربایجان بر این جمهوری، در ایران و به ویژه در بین روشنفکران آذربایجانی موجب اعجاب و ناخرسندی گشت و خیابانی و پیروان دموکراتش، برای جدا نشان دادن خودشان از قفقاز، تصمیم گرفتند نام ایالت (آذربایجان) را به «آزادیستان» تغییر دهند، نه برای انفصال از ایران)آبراهامیان ادامه می‌دهد:از بخت خوش حکومت مرکزی، شاهسونهای آذربایجان، راه‌های اصلی را بستند، قبیله کردی شکاک به سرکردگی سمیتقو، توجه خود را از قتل‌عام آسوریان به آزار و اذیت دموکراتها معطوف کردند، و افراد قزاق در تبریز که انتظامات شهر را بر عهده داشتند و با مسلح کردن اعضای فرقه مخالف بودند، شورش کردند و در شهریور ۱۲۹۹ خیابانی را کشتند.

### یکسان‌سازی فرهنگی در دوره رضا شاه

#### ظهور رضاشاه: ۱۲۹۹–۱۳۰۴
خطر قریب‌الوقوع گیلان، آشوب‌های آذربایجان، جنگ‌های دائم بین قبیله‌ها، حضور ارتش سرخ در شمال، وقوع شورش‌هایی در نیروی ژاندارمری، و قشون قزاق و ناتوانی حکومت از تشکیل مجلسی که توافقنامه نامطلوب ایران و انگلیس را تأیید کند، همه به ایجاد بحران سیاسی حادی در پایتخت کمک کرد. در میانه بحران، کلنل (سرهنگ) رضاخان، افسر چهل و دو ساله‌ای از یک خانواده گمنام نظامی و ترک‌زبان در مازندران که مدارج نظامی را طی کرده و به فرماندهی بریگاد قزاق قزوین رسیده بود، نیروی نظامی سه هزار نفره خود را به سوی تهران حرکت داد. او با کسب حمایت افسران ژاندارمری و مشاوران نظامی انگلیسی در شب سوم اسفند وارد تهران شد، شصت تن از رجال طراز اول را دستگیر کرد، به شاه اطمینان داد که کودتا برای نجات سلطنت از خطر انقلاب انجام می‌گیرد و درخواست کرد سید ضیا نخست‌وزیر شود. این دو در اعلان تشکیل حکومت خود اظهار کردند با پایان دادن تجزیه داخلی، انجام دگرگونی‌های اجتماعی، و نجات کشور از اشغال بیگانگان، عصر احیای ملی را آغاز می‌کنند.
رضاخان طی چهار سال با غلبه بر شورش‌هایی در گیلان، خراسان، آذربایجان، فارس، مازندران و خوزستان موقعیت سیاسی و نظامی خود را تثبیت کرد. او در ۱۳۰۲ نخست‌وزیری را به دست گرفت. در ۱۳۰۴ با تشکیل مجلس مؤسسان قاجار را خلع کرده، سلطنت را به دست آورد.
گرچه او قدرت اش را در اصل بر ارتش استوار ساخت، بنا به عقیده آبراهامیان، جلوس اش بر تخت پادشاهی، بدون پشتیبانی چشمگیر مردم کشور چندان صلح‌آمیز و قانونی نبود. راه رضاخان به سوی تخت سلطنت نه صرفاً با خشونت، نیروی مسلح، ترس، و توطئه‌های نظامی، بلکه با همدستی علنی با گروه‌های مختلف در درون و بیرون مجالس ملی چهارم و پنجم، هموار شد.
این گروه‌ها از چهار حزب سیاسی تشکیل می‌شدند: محافظه کاران از حزبی با اسم بی مسمای حزب اصلاح طلبان، اصلاح طلبان از حزب تجدد، رادیکال‌ها از حزب سوسیالیست، و انقلابیون از حزب کمونیست.
از جمله برنامه‌های حزب تجدد ترویج زبان فارسی به جای زبان‌های محلی در سراسر کشور بود. سه روزنامه بانفوذ آرمان‌های کلی اصلاح طلبان را تبلیغ می‌کرد: ایرانشهر که حسین کاظم‌زاده دیپلمات سابق سفارت ایران در لندن، حامی ادوارد براون، و برادر دمکراتی برجسته که خیابانی از تبریز تبعید اش کرده بود؛ از ۱۳۰۱ تا ۱۳۰۶ در برلین انتشار می‌داد. فرنگستان که مشفق کاظمی عضو جوان هیئت دیپلماتیک از ۱۳۰۳ تا ۱۳۰۵ در آلمان منتشر می‌کرد؛ و آینده که دکتر محمود افشار یزدی استاد علوم سیاسی در تحصیلکرده اروپا در سال ۱۳۰۴ در تهران بنیاد گذاشت.
ایرانشهر گرچه در برلین انتشار می‌یافت، تقریباً در چهل شهر ایران پخش می‌شد، موضع مجله در تراز موضوعاتی که مطرح می‌کرد، آشکار بود: از مجموع ۲۶۳ مقاله منتشره در مجله، ۷۲ مقاله بیانگر اهمیت آموزش عمومی و غیر مذهبی، ۴۵ مقاله مبین ضرورت بهبود بخشیدن به وضع زنان، ۳۰ مقاله در توصیف تأییدآمیز ایران پیش از اسلام، و ۴۰ مقاله در بررسی جوانب فناوری جدید و فلسفه غربی بخصوص ضد روحانی‌گری ولتر، نژادپرستی گوبینو، و آثار گوستاو لوبون دربارهٔ جماعتهای غیر عقلایی بود. پیامدهای زیانبار قوم گرایی، مضمون همیشگی مجله محسوب می‌شد. همان‌طور که مقاله‌ای دربارهٔ مذهب و ملیت بیان می‌داشت:
مسئله قومیت چنان جدی است که هرگاه از یک ایرانی که به خارج سفر کرده باشد، ملیت اش را بپرسند، به جای نام پرافتخار کشورش از زادگاهش نام می‌برد. ما باید فرقه‌های محلی، گویشهای محلی، لباس محلی، آداب محلی، و حساسیتهای محلی را از میان برداریم…
مضمون همیشگی دیگر، این نظریه بود که عقب ماندگی فعلی ایران ناشی از حمله اعراب در قرن هفتم میلادی است. مقاله دیگر می‌گفت که جزمیت مذهبی، استبداد سیاسی، و امپریالیسم خارجی، به ویژه امپریالیسم عرب، «تواناییهای خلاق مردم هوشمند آریایی» را راکد گذاشته‌است، چنین مقاله‌ای با تصویری که اعراب «وحشی» مسلمان را در حال غارت، هتک حیثیت و قتل‌عام زرتشتیان «متمدن» نشان می‌داد، به چاپ می‌رسید. جای شگفتی نیست که ایرانشهر به رغم تیراژ وسیع اش بین روشنفکران ایران، همچنان در خارج از کشور به چاپ می‌رسید.
مقاله‌های فرنگستان نیز همان گونه بود. از حدود هفتاد مقاله منتشره آن، نه مقاله به فلسفه سیاسی غرب از جمله نژادپرستی گوبینو، سوسیالیسم آناتول فرانس، و نظرات ضد استعماری کارل مارکس اختصاص داشت. نخستین مقاله مجله اظهار می‌داشت که ایران خود را از استبداد سلطنتی رهانیده‌است اما اکنون به دیکتاتور انقلابی (همچون موسولینی) نیاز دارد که توده‌های ناآگاه را به زور از چنگ روحانیت خرافاتی برهاند. فقط اوست که می‌تواند نگرشی نوین، مردمی متجدد، و ملتی متجدد به وجود آورد.
محتوای ماهنامه آینده نیز چنین بود اما بیشتر به ضرورت ایجاد دولتی مرکزی و هویت ملی یکپارچه تأکید داشت. مؤسس و نگارنده، مجله را با مقاله‌ای تحت عنوان «مطلوب ما: وحدت ملی ایران» آغاز می‌کرد:
ایدئال یا مطلوب اجتماعی ما حفظ و تکمیل وحدت ملی ایران است… (که موجب تشکیل امپراطوری و ملت بزرگ آلمان، ایطالیا و… شد) مقصود ما از وحدت ملی ایران وحدت سیاسی، اخلاقی، و اجتماعی مردمی است که در ایران اقامت دارند. این بیان شامل دو مفهوم دیگر است که عبارت است از حفظ استقلال سیاسی و تمامیت ارضی ایران باشد. اما منظور از کامل کردن وحدت ملی این است که در تمام مملکت زبان فارسی عمومیت یابد، اختلافات محلی از حیث لباس، اخلاق و غیره محو شود، و ملوک الطوایفی کاملاً از بین برود. کرد و لر و قشقایی و عرب و ترکمن و غیره با هم فرق نداشته، هر یک به لباسی ملبس و به زبانی متکلم نباشند... به عقیده ما تا در ایران وحدت ملی از حیث زبان، اخلاق، لباس، و غیره حاصل نشود هر لحظه برای استقلال سیاسی و تمامیت ارضی ما احتمال خطر می‌باشد. اگر ما نتوانیم همه نواحی و طوایف مختلفی را که در ایران سکنی دارند یکنواخت نماییم، یعنی همه را به تمام معنی ایرانی کنیم، آینده تاریکی در جلو ماست. آن‌ها که به تاریخ ایران علاقه دارند، آن‌ها که به زبان فارسی و ادبیات آن تعلق خاطر دارند، آن‌ها که به مذهب شیعه علاقه‌مند هستند باید بدانند که اگر رشته وحدت این مملکت از هم گسیخته شود هیچ باقی نخواهد ماند. پس همه باید یکدل و یک صدا بخواهیم و کوشش کنیم که زبان فارسی در تمام نقاط ایران عمومیت پیدا کند و به تدریج جای زبانهای بیگانه را بگیرد. این کار میسر نمی‌شود مگر به وسیله تأسیس مدارس ابتدایی در همه جا، وضع قانون تعلیم عمومی اجباری و مجانی و فراهم آوردن وسایل اجرای آن، تدریس زبان فارسی و تاریخ ایران در تمام مملکت چاره اصلی و قطعی است ولی بعضی طرق دیگر هم که در درجه دوم اهمیت هستند به خاطر ما می‌رسد و در شماره‌های آینده شرح خواهیم داد؛ مثلاً باید به وسیله ساختن راه‌های آهن روابط ارزان سریع میان نقاط مختلف مملکت دائر نمود تا مردم شمال و جنوب، مشرق و مغرب بیشتر به هم آمیخته شوند، باید هزارها کتاب و رساله دلنشین و کم بها به زبان فارسی در تمام مملکت به خصوص آذربایجان و خوزستان منتشر نود. باید کم‌کم وسیه انتشار روزنامه‌های کوچک ارزان قیمت محلی به زبان ملی در نقاط دوردست مملکت فراهم آورد. تمام اینها محتاج به کمک دولت است و باید از روی نقشه منظمی باشد. می توان بعضی ایلات فارسی‌زبان را به نواحی بیگانه فرستاد و در آنجا ده نشین کرد و در عوض ایلات بیگانه زبان آن نقاط را به جای آن‌ها به نواحی فارسی‌زبان کوچ داد و ساکن نمود. اسامی جغرافیایی را که به زبان‌های خارجی و یادگار تاخت و تاز چنگیز و تیمور است باید به اسامی فارسی تبدیل کرد.
افشار در شماره‌های آتی نیز به همین مضمون پرداخت. وی با این هشدار که کشور را خطرهای زیادی - اعم از خطر سرخ (شوروی)، آبی (انگلیس)، زرد (ترکیه)، سبز (اعراب)، و سیاه (روحانیت) – تهدید می‌کند، اعلام می‌داشت که وظایف اساسی، ایجاد یک دولت قدرتمند مرکزی، اشاعه زبان فارسی در میان جوامع غیر فارس، و انتقال دادن قبایل عرب و ترک از نقاط مرزی به مناطق داخلی است.

آبراهامیان می‌گوید: احمد کسروی مورخ نیز در مقالات متعددی در آینده و در آثار فراوان خود دربارهٔ زبان‌ها، قبایل، مذاهب و نام جای‌های ایران، به همین مسئله وحدت ملی توجه داشت. او نخستین اثر مهم خود، آذری یا زبان باستان آذربایجان را متعاقب قیام خیابانی نوشت تا ثابت کند که آذری، زبان اصیل آریایی زادگاه وی را یورش‌های ترکان از بین برده‌است. او نتیجه می‌گرفت که گویش ترکی فعلی که از خارج تحمیل شده‌است، اکنون باید جای خود را به فارسی، زبان رسمی کشور بدهد؛ البته محققین دیگر به مقاله کسروی در نشریه پرچم اشاره می‌کنند که دیدگاه متفاوتی را بیان می‌دارد:
... راجع به زبان هم خودتان بهتر می‌دانید، غریزه فطری و عادت از عواملی است که تغییر آن خیلی مشکل است، وقتی که پدر و مادر و برادر من از طفولیت با من ترکی حرف زده و می‌زنند، چگونه می‌شود من این زبان را دوست نداشته و اظهار نفرت کنم؟... اگر مقصود این بود که برای آسانی کار درس‌ها در سالهای نخست دبستانهای آذربایجان به ترکی باشد ما به آن دخالت نمی‌کردیم زیرا راه حل بحث آن بود که زحمت تدریس با زبانی که از دو زبانی در میانه آذربایجان و دیگر جاهای ایران پدید می‌آید سنجیده شود و به هرحال این اهمیت را که ما به آن دخالت کنیم نداشت. ولی همه می‌دانند که موضوع زبان در آذربایجان معنی‌های دیگری را دارد و همیشه مقاصد دیگری در پشت سر این عنوان می‌باشد.
کسروی در دومین کتاب مهم خود تاریخ پانصد ساله خوزستان می‌کوشید پیامدهای زیانبار و کشمکش‌های قبیله‌ای و مذهبی را در نواحی جنوب غربی نشان دهد. او در اثر یادمانی خود تاریخ مشروطه ایران، ریشه پیشرفت نیافتگی ایران و بیشتر کشورهای خاور را پراکندگی در میان توده‌ها دانست، و گفت چند تیرگی که از دوگانگی‌های قبیله‌ای و زبانی برمی‌خیزد، یکی از بدترین بیماری‌هایی است که گریبان ایران را گرفته‌است.
به نظر بسیاری از مورخین، رضا شاه همه تقاضاهای مطرح شده توسط روشنفکرانی نظیر محمود افشار و حسین کاظم‌زاده را جز مقید کردن استبداد، کوتاه مدتی پس از آن که قاجارها را خلع کرد و قدرت را به دست گرفت، برآورده ساخت.

### پادشاهی رضا شاه: ۱۳۰۵–۱۳۲۰
سلطنت رضا شاه شاهد ایجاد نظم نوین بود. او برای تضمین قدرت مطلق خود، روزنامه‌های مستقل را تعطیل کرد، مصونیت پارلمانی را از نمایندگان سلب کرد، و باز مهم‌تر از آن، احزاب سیاسی را از بین برد. حزب تجدد که صادقانه از رضاشاه حمایت کرده بود، نخست جای خود را به حزب ایران نو و بعد حزب ترقی – سازمانی به تقلید از حزب فاشیست موسولینی و حزب جمهوریخواه آتاتورک – داد. اما حتی همین حزب ترقی نیز به زودی به تصور این که نیات خطرناک جمهوریخواهی دارد برچیده شد.
او با کسب قدرت بلامنازع، اصلاحاتی اجتماعی را آغاز کرد. با آن که رضاشاه هرگز طرح قاعده مندی برای مدرنیزاسیون کشور ارائه نداد – تز عمده‌ای ننوشت، سخنرانی‌های مهمی ایراد نکرد، و وصیتی از خود به جای ننهاد – اما اصلاحاتی انجام داد که هرچند قاعده مند نبود، ولی نشان می‌دهد که وی خواهان ایرانی بود که از یکسو رها از نفوذ روحانیون، دسیسه بیگانگان، شورش عشایر، و اختلافات قومی، و از سوی دیگر دارای موسسات آموزشی به سبک اروپا، زنان متجدد و شاغل در خارج از خانه، ساختار اقتصادی نوین با کارخانجات دولتی، شبکه‌های ارتباطی، بانک‌های سرمایه‌گذار، و فروشگاه‌های زنجیره‌ای باشد. او برای رسیدن به هدف اش –بازسازی ایران طبق تصویر غرب- دست به مذهب زدایی، برانداختن قبیله گرایی، ناسیونالیسم، توسعه آموزشی و سرمایه‌داری دولتی بود.
همین‌طور در سال ۱۳۰۷، مجلس لباس قدیم اقوام ایرانی را غیرقانونی و همه مردان را به استثنای روحانیون ثبت نام شده، مجبور به پوشیدن لباس غربی و گذاشتن «کلاه پهلوی» کرد. هشت سال بعد این کلاه جای خود را به کلاه شاپوی اروپایی داد. رضاشاه این کلاه را نه فقط برای زدودن هویتهای قومی، بلکه همچنین برای دخالت در آیین نماز در اسلام که لازمه اش بر خاک نهادن پیشانی است، برگزید.
رضا شاه، برای دست یافتن به یکسان‌سازی ملی وسیعتر، در ژانویه ۱۹۳۸، دستور تأسیس یک اداره دولتی به نام سازمان پرورش افکار را صادر کرد. رئیس این اداره جدید، وزیر دادگستری بود که حالا موظف به هدایت نسل جوان‌تر به سوی خدمت به میهن بود.
رژیم انجمن پرورش افکار را به سرمشق از ماشین‌های تبلیغاتی ایتالیای فاشیست و آلمان نازی برای تفهیم آگاهی ملی به مردم از طریق مجله، جزوه، روزنامه، کتاب درسی، و برنامه‌های رادیویی، تشکیل داد.
او علاوه بر این نام بسیاری از شهرها را تغییر داد. از این گذشته، شاه در سال ۱۳۱۳ به ترغیب سفارت خود در برلین فرمان داد که از این پس نام ایران جایگزین پارس (Persia) شود. بخشنامه دولتی توضیح می‌داد که نام پیشین یادآور انحطاط دوران قاجار بود و فقط به استان فارس اشاره داشت؛ در حالی که نام فعلی یادآور شکوه و عظمت باستان است و به زادگاه نژاد آریایی دلالت دارد.
نه تنها موافقان بلکه روشن‌فکران مخالف حکومت رضاشاه مانند دکتر تقی ارانی خواستار ترویج زبان پارسی و مرکزگرایی بودند. در نوشتاری به نام «آذربایجان: یک مسئله حیاتی و مماتی ایران» (نقل از مجله فرنگستان، چاپ برلین، شماره ۵ سال ۱۳۰۳ (۱۹۲۴) صفحات ۲۴۷ ـ) تقی ارانی در پاسخ به نشریه و روزنامه پان ترکیست عثمانی و روشنی بیک که خواستار تجزیه ایران بود برمی‌خیزد و خواستار مرکزگرایی و ترویج پارسی در آذربایجان می‌باشد و زبان ترکی را تحمیل بیگانگان بر آذربایجان می‌نامد
در نتیجه اصلاحات آموزشی رضاشاه، مکتبخانه‌های سنتی مذهبی، با مدارس ابتدایی نوین جایگزین شدند. کتاب‌های مدارس جدید، همه به فارسی، بوده و در تهران چاپ می‌شدند. این کتاب‌ها، جایگزین متون کلاسیک و قرآنی شدند که سابقاً تدریس می‌شدند. ضمناً، آموزش دیگر زبان‌های مورد استفاده در ایران، ممنوع شد. تا سال ۱۹۳۰، حتی عربی از برنامه مدارس ابتدایی حذف شده بود و فقط در مقاطع بالاتر تدریس می‌شد. فارسی نه تنها حالا دیگر زبان ملی ایران بود، بلکه همه زبان‌های اقلیت دیگر در کشور ممنوع شدند. چاپ کتاب و روزنامه به زبانی جز فارسی، ممنوع بود. در سال ۱۹۳۵، محمد علی فروغی کابینه اش را به مجلس معرفی کرد و فرصت یافت تا تأسیس یک فرهنگستان جدید را اعلام کند. وظیفه آن پالایش زبان فارسی با معرفی لغات فارسی جدید برای جایگزینی لغات عربی و خارجی بود. مطبوعات تحت نظارت شدید از سوی بخش ویژه‌ای در اداره پلیس بود، که سانسور را نه تنها روی محتوا اعمال می‌کرد، بلکه روی خالص بودن زبان حساس بود.

### دیدگاه بروز رنجش بخاطر سیاست‌های یک سان‌سازی ملی
به قول آبراهیمیان و نیکی ر. کیدی: قدام رضاشاه برای یکسان‌سازی ملی رنجش‌های بیشتری بین اقلیتهای دینی و زبانی ایجاد کرد.
به قول گاوین هاملبی: برخورد رضاشاه با اقلیتهای قومی ایران اعم از اعراب، بلوچها، کردها، ترکن‌ها، یا ترک زبانان همواره خصمانه بود. این موضعگیری بازتابی از بدگمانی او نسبت به کثرت گرایی قومی و فرهنگی و نیز ترس از جنبش‌های مخالف و بالقوه تجزیه طلب بود که وحدت کشور را تهدید می‌کرد. از این‌رو این قبیل گروه‌ها در معرض فشاری بیرحمانه قرار داشتند تا در مسیرجریان اصلی جامعه ایران قرار گیرند، و این فشارها با حملات منظم به هویت فرهنگی آن‌ها همراه بود.
به قول آبراهیمیان:
دولت برای مقابله با اختلاف طبقاتی و قومی، هر چه بیشتر به خشونت متوسل شد، تا آنجا که در سال ۱۳۲۰ علاوه بر ایرانیان، بسیاری از اروپاییان فکر می‌کردند، یا سرکوب همچنان ادامه می‌یابد، یا افسران ارشد رژیم را برمی‌اندازند، یا تنش‌های اجتماعی دیر یا زود به انقلابی خونین منجر می‌شود.

## دولت مدرن و مسئله فرهنگ و زبان اقوام
در مورد زبان، کارکرد وحدت بخشی زبان فارسی در میان ایرانیان از گذشته دور مشخص است. این زبان که به تعبیر ارنست گلنر حامل نوعی فرهنگ والا بود، نخبگان و تحصیل کردگان ایرانی را به یکدیگر پیوند می‌داد و عامل ارتباط آن‌ها محسوب می‌گردید. تا زمان رضاشاه، مکتبخانه‌های عمومی در کل ایران رواج داشتند و به زبان‌های پارسی و عربی تدریس می‌کردند. روند نوین‌سازی و مدل نهادهای غربی و گسترش ارتباطات روزانه تأثیر بسیاری بر روابط گروه‌های زبانی داشته‌است. این روند باعث همگونی و یکسان‌سازی فرهنگی در ایران معاصر شده‌است و باعث گسترش زبان فارسی، زبان رسمی کشور و کاهش زبان‌ها و گویش‌های دیگر شده‌است. همچنین روند مدرنیزه شدن جامع باعث‌آمیزش و درهم‌تنیدگی اقوام و بهم زدن مناطق یک‌دست زبانی شده‌است. با وجود برخی نایک‌سانی‌ها در مناطق مختلف ایران از لحاظ اقتصادی، فرهنگی و آموزش و پرورش، روند همگونی ملی و یکسان‌سازی و آمیزش اقوام هنوز ادامه دارد. هویت خودآگاه ایران یکی از ویژگی‌های ملی ایرانیان است صرفنظر از زبان، دین، قومیت و نژاد. این فرهنگ جدا از اینکه شامل فرهنگ‌های مناطق مختلف ایران و زبان‌های محلی هم می‌شود یک صورت و شکل فرا منطقه‌ای دارد که آن را متعلق به منطقه خاصی نمی‌سازد و زبان گویای این فرهنگ فارسی است.

درمورد جنبه‌های دیگر فرهنگی (مثل الفبا، آداب و رسوم، لباس و…) دیدگاه‌هایی وجود داشته‌است که تغییر چنین مواردی را بعلت پذیرش بین‌المللی و جنبه کاربردی قابل پذیرش می‌دانسته، مثلاً قاضی محمد، رئیس حکومت خودمختار کردستان، در این مورد چنین گفته‌است:
... گفته‌ام‌الفبای لاتین را چاپ کرده و کتاب‌ها را به حروف لاتینی بنویسند. دستور خواهم داد در مساجد مردم را به این الفبا آشنا بکنند و به آن‌ها تدریس نمایند و این کار به همین زودی و خیلی هم زود انجام خواهد شد.
همچنین لباس بین‌المللی را جایگزین لباس کردی خواهم نمود. ما از چند جهت به لباس و تغییر آن اهمیت می‌دهیم یکی از این نظر که لباس بین‌المللی ظاهر آراسته‌ای دارد و امروز که دنیا دنیای مادی است جهانیان به ظاهر خیلی اهمیت می‌دهند. دیگر این که لباس فعلی در موقع کار و زمان جنگ باعث زحمت کردهاست. هیچوقت به دشمن نمی‌توان گفت که صبر کنید من ریشه شلمه‌ام (عمامه کردی) را از جلو چشم و صورتم رد کنم و نشانه روی بنمایم.

### دیدگاه تداوم سنت کهن
پذیرش زبان فارسی به عنوان زبان رسمی آموزشی و اداری ایران در قوانین اساسی بعد از مشروطیت باعث شده‌است تا جریانت قومگرا و برخی از پژوهشگران عمدتاً دارای گرایش‌های چپ‌گرایانه مارکسیستی، آن را نشان‌های دال بر سیاستگذاری قومی دولت مدرن بدانند و عنوان کنند که دولت مدرن ایران زبان فارسی را به اقوام غیرفارس‌زبان تحمیل کرده و مانع فراگیری زبان‌های محلی در سطح آموزشی و اداری شده‌است. برخی آثار و نشریات گروه‌های افراطی قومی نظیر جریانات پان ترکیست چه در خارج از ایران در جمهوری آذربایجان یا ترکیه و چه برخی گرایش‌های داخلی کم نفوذ چنین عنوان می‌کنند که گویا قبل از ظهور دولت مدرن رضاشاه پهلوی، زبان‌های محلی در سراسر ایران به عنوان زبان آموزش در مدارس و سایر کانون‌ها رایج بوده و انبوهی از آثار کتبی بر زبان‌های محلی وجود داشته‌است که دولت مدرن آن را ممنوع کرده و از میان برده‌است. اما در هیچ آثار ادبی، تاریخی و فرهنگی ایرانی و غیرایرانی مطالبی دال بر وجود زبان رسمی بجز زبان فارسی به چشم نمی‌خورد. هرچند این نکته را نمی‌توان انکار کرد که پس از روی کارآمدن دولت مدرن، از به‌کارگیری زبان‌های محلی در نهادهای آموزشی جلوگیری شده اما این بدان مفهوم نیست که اصولاً چنین نهادهایی وجود داشته‌است. به‌طور کلی همه مدارک و شواهد و آثار گوناگون تاریخی و ادبی دال بر آن است که زبان فارسی همیشه در قرن‌های پس از اسلام زبان رسمی و ادبی ایران بوده و کمتر اثری از زبان‌های محلی (بجز عربی) از ترکی گرفته تا بلوچی تا کردی و سایر زبان‌ها در ایران نوشته شده‌است. تحصیلات و آموزش و سوادآموزی اصولاً در تمام مناطق ایران به زبان فارسی و عربی بوده و وجود دیوان‌های اشعار فارسی شعرای مناطقی چون بلوچستان، کردستان، آذربایجان و سایر نقاط دال بر همین نکته است. به عبارت دیگر تحصیل کردگان، نویسندگان، مورخان و ادبا شعرای همه مناطق ایران، نوشتارهای خود را به فارسی دری می‌نوشتند. حتی تاریخ‌های محلی نیز غالباً به زبان فارسی نوشته می‌شد و مابقی به تازی؛ بنابراین هیچ مدرکی دال بر رایج بودن زبان‌های محلی نظیر کردی، ترکی، بلوچی، یا ترکمنی به عنوان زبان آموزشی مناطق حاشیه ایران وجود ندارد. گرچه برخی آثار ادبی مانند نظیر اشعار مختومقلی و نسیمی و فضولی وجود داشته‌است ولی این معمولاً استثناء بر قاعده بود. بدین ترتیب آنچه در دوران ظهور دولت مدرن ایران به عنوان زبان رسمی ایران معرفی شد در واقع تداوم همان سنتهای کهن آموزشی ایران بوده و زبان فارسی به‌طور طبیعی به زبان ملی همه ایرانیان تبدیل شده بود. مدارک و شواهد نشان می‌دهد که حتی در زمانی که زبان ترکی به عنوان زبان رایج ادبی منطقه قفقاز (جمهوری آذربایجان بعدی) کاربرد داشت و بسیاری از ایرانیان آذری به آن مناطق رفت‌وآمد داشتند، اکثر قریب به اتفاق کتاب‌ها و نشریات شهرهای آذربایجان ایران، به ویژه تبریز به زبان فارسی انتشار می‌یافت و تعداد نشریات چاپ ترکی بسیار اندک و انگشت شمار بود. دکتر ماشاءالله آجودانی در کتاب مهم‌اش «یا مرگ با تجدد» با آوردن فهرستی از این روزنامه‌ها چون «کاغذ اخبار»، «وقایع اتفاقیه»، «روزنامه دولت علیه ایران»، «روزنامه ملتی»، «روزنامه دولت ایران»، «وقایع عدلیه»، «نظامی»، «مریخ»، «شرف»، «تربیت»، «تبریز» بزیبائی و شیوائی ویژه خود نشان داده‌است که زبان فراگیر و «ملی» در آن سال‌ها چیزی جز پارسی نمی‌بوده‌است. او همچنین نمونه ارزشمندی نیز به این بررسی می‌افزاید، سخن از گزارش محمد امین رسولزاده، (نخستین رئیس‌جمهور جمهوری آذربایجان که گرایش‌های پان‌ترکیستی نیز داشت) است که می‌نویسد: «در اینجا [ارومیه] نمی‌توانید غیر از چند مشترک حبل المتین روزنامه خوان دیگری پیدا بکنید. روزنامه‌های ترکی قفقاز نیز در اینجا خریدار و خواننده ندارند. اصلاً در اینجا ترکی خواندن متداول نیست. اگرچه همه ترک هستند ولی ترکی نمی‌خوانند. همه جای آذربایجان چنین است. حتی چنان تیپهائی وجود دارند که این حال را برای قفقاز نیز پیشنهاد می‌کنند و خیال می‌بافند که باید همه عالم اسلام زبان فارسی یاد بگیرند و به فارسی بخوانند… در عرض پانزده روزی که در ارومیه بودم هرچه جستجو کردم بلکه یک‌نفر خریدار روزنامه ترکی پیدا کنم ممکن نگردید».
بدین گونه زبان فارسی برای اهالی آذربایجان یک زبان بیگانه‌ای نبوده‌است و جود هزاران دیوان شعر فارسی و شاعر بزرگ کلاسیک فارسیگو نیز نشانگر ملی و بودن این زبان در آن مناطق بوده‌است. همین وضع در کردستان، حتی نه تنها کردستان ایران بلکه کردستان عثمانی نیز مشاهده می‌شود و بسیاری از ادبا و شعرا و دیوان‌ها به زبان فارسی سروده شدهاند. برای نمونه چهار کتاب برجسته کردها در رابطه با خودشان به زبان فارسی است (شرفنامه بدلیسی-سیر الاکراد- حدیقه ناصریه-تحفه ناصری-حدیقه امان‌الهی). برجسته‌ترین این کتاب‌ها شرفنامه بدلیسی است که در قلمرو عثمانیان نوشته شده‌است. بنابراین زبان فارسی‌زبان نوواردی در مناطق گوناگون ایران نبوده‌است و ادعای برخی از نویسندگان و پژوهشگران سیاسی مبنی بر برانداختن نهادهای آموزشی زبان محلی و از میان بردن آثار مکتوب زبان‌های محلی نادرست است و هیچ مدرک و سند متعبری ندارد.

### دیدگاه سیاسی شدن مسئله زبان و واکنش تدافعی بودن عملکرد دولت
به این نکته باید توجه کرد که سیاسی شدن مسئله زبان‌های محلی در ایران و کاربرد آن‌ها به عنوان ابزاری سیاسی در راه مبارزات و رقابت‌های سیاسی نخبه گرایانه برای کسب قدرت، و به خصوص تحریکات نیروهای فرامرزی در خارج ایران، به ویژه جمهوری آذربایجان تحت حاکمیت اتحاد شوروی و پس از آن یا ترکیه، باعث نگرانی دولت و نخبگان سیاسی و نیروهای ملی ایرانی می‌شده و آن‌ها را به عکس‌العمل دفاعی وامی‌داشته‌است. در این رابطه می‌توان به اقدامات گسترده محافل پانترکی اوایل دهه۱۹۲۰ در جمهوری ترکیه و تعطیل کردن مدارس فارسی‌زبان و نابودی کتاب‌های فارسی اشاره کرد که واکنش بسیاری از ایرانیان میهن‌دوست را دنبال داشت. این اوضاع در مناطق قفقاز به ویژه جمهوری آذربایجان نیز روی داد. یکی از افراد پان ترکیست در زمان تزارها که با زبان فارسی سخت در قفقاز می‌ستیزید حسن بی زردآبی (۱۸۳۷–۱۹۰۷) سردبیر روزنامه ایکینچی بود. وی زبان فارسی را زبان «عرعر خر» می‌نامید و خواستار زدودن آن زبان از قفقاز بود و روزنامه وی به نام اکینچی سخت ضدایرانی بود و ایران را کشور عقب افتاده و غیرانسانی می‌دانست. بنابر قول پروفسور ایوان سیگل وی خواستار محدود کردن زبان فارسی که آن را ابزار ایران‌گرایی می‌دانست بود. همچنین وی خواستار ترکزبان شدن اقلیتهای مسلمان مانند پارسیان (تاتها) در قفقاز بود.
اقدامات روسیه تزاری از نیمه قرن نوزدهم به بعد برای ریشه کن ساخته زبان فارسی و جایگزین ساختن زبان محلی ترکی به منظور از میان بردن نفوذ سیاسی و فرهنگی و هنر ایران، و بعدها اقدامات گسترده محافل پان‌ترکیست تحت حمایت شوروی در نابودی میراث ادبی ایران و بستن مدارس فارسی‌زبان و نابودی کتاب‌های فارسی در آن ناحیه، واکنش شدید ایرانیان را برانگیخت و آن‌ها را به پاسداری بیشتر از زبان فارسی به عنوان مهم‌ترین میراث فرهنگی ایرانی تحریک کرد. همین اوضاع و احوال در سایر مناطق سرزمین‌های سابق ایرانی و برای نمونه در شهر سمرقند و بخارا روی داد و نبخگان کمونیست روسی و ازبک (با گرایش پان‌ترکیسم) از سال‌های دهه ۱۹۲۰ به بعد، به‌طور سیستماتیک به نابودی میراث ادبی ایران دست زدند. واگذاری این دو شهر فارسی‌زبان به ازبک‌ها به همین منظور بود. بعدها نخبگان ازبک چه در زمان سلطه شوروی و چه پس از فروپاشی آن، به نابودی زبان فارسی به عنوان زبان آموزشی این منطقه دست زدند و به تدریج تمام مدارس فارسی تاجیک را در این نواحی بستند و مدارس آموزشی به زبان ازبک را جایگزین کردند. این اقدامات بسیاری از ایرانیان و فارسی‌زبانان منطقه را نگران ساخت و باعث شد تا ابعاد سیاسی رخنه زبانی و از میان برداشتن زبان ملی ایران را مورد مطالعه و بررسی قرار داده و جهت حفظ ان اقدام نمایند.
مسئله دیگری که باعث حساسیت افراد گوناگون (مانند محمود افشار و کسروی و تقی ارانی و کاظم‌زاده ایرانشهری.. و غیره) به حفظ و پاسداری از زبان فارسی و هراس از رواج زبان‌های محلی به عنوان زبان کتبی و آموزشی شد، سیاسی شدن مسئله زبان‌های محلی و به کار بردن آن به عنوان ابزاری علیه وحدت ملی و تمامیت ارضی ایران بود. در دوران اشغال آذربایجان از سوی ارتش عثمانی در سال ۱۹۱۸، نیروهای ارتش عثمانی و نخبگان پان‌ترکیست آن، برای اولین بار به انتشار نشریه ترک‌زبان آذربادگان در تبریز دست زدند. در آن نشریه میراث تمدنی، فرهنگ و سیاسی ایران مورد هجوم قرار گرفت و تلاش شد که تاریخ، تمدن، نژاد، و میراث فرهنگی و سیاسی دیگری برای آذربایجان ایران معرفی شود که با هویت و ملیت ایرانی در تضاد بود، و آذربایجان را به حوزه ترکیه عثمانی پیوند می‌داد. سیاسی کردن مسئله زبان ترکی باعث شد که گروهی از ایراندوستان ترکزبان تبریز در همان زمان برای مقابله با سلطه عثمانی، بر تداوم کاربرد فارسی به عنوان زبان آموزشی و اداری و مکاتباتی در آذربایجان تأکید کنند. بعدها نیروهای اشغال‌گر سرخ، مسئله زبان ترکی و زبان کردی را در جریان ایجاد جمهوری‌های خودمختار آذربایجان و کردستان به عنوان ابزاری سیاسی علیه تمامیت ارضی ایران به کار گرفتند و بار دیگر واکنش شدید ایران دوستان و به‌کارگیری آن‌ها به عنوان ابزاری علیه تمامیت ارضی، میراث فرهنگی و تاریخی ایران از یکسو، و اقدامات همسایگان ایران در جلوگیری از آموزش زبان فارسی و تعطیل ساختن مدارس و نابودی کتاب‌های فارسی از سوی دیگر، حساسیت دولت و نخبگان سیاسی ایران را نسبت به خطرهای به‌کارگیری زبان‌های محلی برانگیخت. پروفسور وارتان گریگوریان در رابطه با اقدامات روس‌ها در جایگزین کردن زبان روسی برای فارسی در خاطرات خود در تبریز نیز روایت کرده‌است.
گرچه بعد از انقلاب، برخی از نشریات محلی به زبان‌های ترکی، کردی، ترکمنی، عربی و سایر زبان‌ها منشتر شد، اما به‌کارگیری همین زبان‌های محلی برای پیشبرد پروژه‌های سیاسی، تحریف تاریخ ایران و ایجاد تفرقه قومی از یکسو و همچنین سیاسی کردن مجدد مسئله زبان از سوی گروهای قومگرا و گروهای چپگرای غیرقومی به عنوان ابزار مبارزه علیه دولت و گاه تمامیت تاریخی، ادبی، سیاسی و حتی ارضی ایران از سوی دیگر، نگرانی‌های شدیدی در محافل حکومتی و روشنفکری نسبت به آثار کارگیری زبان‌های محلی در نشریات و مهم‌تر از آن نهادهای آموزشی ایجاد کرد و محدودیت‌هایی را برای به‌کارگیری زبان‌های محلی در نشریات وجود آورد. در سال‌های اخیر، به ویژه پس از خرداد ۱۳۷۶ با انتشار مجدد نشریات و روزنامه‌ها به زبان محلی، باز هم جریان‌های قومگرا به تلاش خود برای بهره‌برداری از زبان جهت خلق تاریخ، تمدن، نژاد، دولت و هویت جداگانه برای گروه‌های زبانی و مذهبی ایران ادامه دادند و نگرانی‌های سابق را برای ایران‌دوستان زنده ساختند.
بحران‌زدایی از مسئله زبان و کاربرد زبان‌های محلی در مطبوعات و نشریات و در نهایت در زمینه آموزش، پیش از هرچیز غیرسیاسی ساختن مسئله زبان‌های محلی در ایران بستگی دارد و مادام که این زبان‌ها به عنوان ابزاری علیه تمامیت فرهنگی، تاریخی، تمدنی و ارضی ایران و به عنوان جایگزین زبان فارسی در مناطق قومی مورد بهره‌برداری قرار گیرند، مخالف دولت، نخبگان سیاسی و ایرانیان میهن دوست را برخواهد انگیخت.

## ادعای توسعه نیافتگی مناطق قومی ایران

### دیدگاه مخالفان این ادعا
در بسیاری از ادبیات مربوط به مطالعات قومی به ویژه مواردی که از سوی نخبگان قوم‌گرا نوشته می‌شود این ادعا وجود دارد که دولت مدرن در راستای یک سیاست قوم‌گرایانه به‌طور عمدی و به منظور عقب نگه داشتن اقوام ایرانی، از توسعه اقتصادی این مناطق جلوگیری به عمل آورد و به جای آن به توسعه اقتصاد مناطق فارس‌زبان ایران دست زد. اما باید به چند نکته اشاره کرد. نخست وجود نابرابری اقتصادی در مناطق گوناگون کشور ایران امری است انکارناپذیر و نیز این واقعیت است که برخی از مناطق محل گروه‌های اقلیت زبانی هست. برای نمونه مناطق بلوچستان و کردستان در زمره مناطق محروم اقتصادی به شما می‌آیند. با این همه این به این معنی نیست که دولت مدرن در راستای یک سیاست «فارس‌محور» به عقب‌ماندگی اقتصادی این مناطق مباردت ورزیده‌است. همچنین این به آن معنی نیست که تمام مناطق گروه‌های زبانی و مذهی یا اقوام ایرانی غیرفارس‌زبان دچار این عقب‌ماندگی هستند و مناطق فارس‌زبان وضعیت بهتری از آن‌ها دارند. زیرا مطالعه‌های علمی و آماری دقیق نشان می‌دهد که عقب‌ماندگی این مناطق به دلایل گوناگون نظیر بی‌ثباتی بودن یا شرایط اقلیمی یا حتی حاشیه بودن آن‌ها (یعنی قرارگرفتن در مناطق مرزی) صورت گرفته باشد و نه اعمال سیاست‌های قوم‌گرایانه عمدی از سوی دولت مدرن. برای نمونه ناآرام بودن اوضاع در کردستان یا شرایط اقلیمی و امنیتی بلوچستان می‌تواند تا حدی تعیین‌کننده عدم توجه دولت به اقتصاد این مناطق باشد و سرمایه‌گذاری اقتصادی از سوی دولت و حتی سرمایه‌گذاران پرهزینه شناخته شود.
گذشته از این نمی‌توان گفت که تمامی مناطق «قومی» ایران به‌طور یک‌سان از عقب‌ماندگی رنج می‌برند و مناطق غیرقومی یا فارس‌زبان ایران به لحاظ توسعه اقتصادی دارای شکوفایی چشمگیر باشند. برای نمونه وضع اقتصادی آذربایجان ایران از بسیاری از مناطق فارسی‌زبان بهتر و شاخصه‌های توسعه اقتصادی آن بالاتر است. در مقابل، برخی از مناطق فارس‌زبان ایرانی به لحاظ برخی از شاخص‌های اقتصادی از مناطق غیرفارس‌زبان ایران عقب‌ترند. برای نمونه بخش اعظم مناطق جنوب خراسان از خدمت گازرسانی محروم هستند. در حالی که در بسیاری از مناطق آذربایجان و کردستان دولت خدمت لوله‌کشی گاز را انجام داده‌است. به همین گونه آمار و ارقام دقیق نشان می‌دهند که وضع برخی مناطق فارس‌زبان استان‌های حاشیه کویر، نظیر سمنان و کرمان یا مناطقی همچون هرمزگان و بوشهر به لحاظ اقتصادی و شاخص‌های توسعه اقتصادی و رفاه اجتماعی جزو عقب‌ترین استان‌ها و از مناطق آذربایجان (آذری‌نشین) و کرمانشاه (کردنشین) عقبتر است.
بنابراین هرچند عقب‌ماندگی اقتصادی در برخی مناطق مرزنشین قومی و نقش دولت در آن قابل انکار نیست، اما نمی‌توان ثابت کردن که دولت براساس برنامه سیاسی قوم‌گرایانه یا «فارس‌گرایانه» به عقب‌ماندگی این مناطق دست زده‌است یا اینکه همه مناطق فارس‌زبان توسعه یافته هستند و سایر مناطق عقب‌مانده. عوامل دیگری مانند ناآگاهی نخبگان دولت نسبت به چالش‌های ناشی از عقب‌ماندگی مناطق قومی و اقتدار دولت را می‌توان نیز دخیل دانست.
در برخی از بحث‌های گروه‌های قوم‌گرا، این موضوع مطرح می‌شود که دولت با برنامه‌ریزی‌های توسعه‌ای ویژه، و با عدم سرمایه‌گذاری در آذربایجان زمینه مهاجرت آذری‌های ایران، چه نیروهای متخصص، چه بازرگان و سرمایه‌دار، و چه نیروهای کارگری را به مناطق مرکزی ایران باعث شد و بدین ترتیب نوعی ستم قومی اعمال کرد. هرچند آذربایجان در مقایسه با تهران و برخی از استان‌ها در سطح پایین‌تری از رشد اقتصادی و سرمایه‌گذاری دولتی قرار دارد، ولی آمار و ارقام دولتی و مراکز آمار ایران نشان‌گر این واقعیت است که سطح سرمایه‌گذاری دولتی در این استان از بسیاری از مناطق فارس‌زبان ایران بیشتر است. برای نمونه اعتبارات عمرانی اختصاص یافته در استان آذربایجان شرقی در سال ۱۳۸۰، شامل ۵٫۱۴ درصد اعتبارات عمرانی کل کشور بود و از اعتبار اختصاص به استان اصفهان (۴٫۴۰ درصد)، استان کرمان (۳٫۷۸ درصد)، استان گلستان (۲٫۵۳ درصد)، استان یزد (۱٫۴۹ درصد)، استان مازندران (۴٫۶۳ درصد)، استان سمنان (۱٫۳۱ درصد)، استان بوشهر (۲٫۱۴ درصد)، استان گیلان (۳٫۶۳ درصد)، بیشتر است. در همین سال، درصد اعتبارات استان تهران ۵٫۵۵٪ درصد است؛ یعنی میزان بسیار اندکی بیشتر از آذربایجان شرقی. این آمار نشان می‌دهد که برخلاف برخی از نظرها، دولت ایران سیاست تبعیض اقتصادی براساس قومیت را در پیش نگرفته‌است.
مطالعه هزار سال تاریخ اخیر ایران نشان می‌دهد که مفهوم قوم‌گرایی و گروه‌های قومی به عنوان واحدهای جدا از هم و دارای روابط خصمانه مبتنی بر هویت قومی جداگونه، در ایران مفهوم و مصداقی پیدا نمی‌کند. تاریخ طولانی، انسجام سرزمینی، میراث سیاسی، فرهنگی و تمدنی ایرانی نوعی هویت و وحدت ملی نیرومند در کشور ایجاد کرده‌است. این همبستگی ملی خود را در شیوه‌های گوناگون در قیام‌ها و حرکت‌های سراسری این سرزمین به ویژه در دوران‌های خاص به نمایش گذاشته‌است. انقلاب مشروطیت، نهضت ضداستعماری ملی شدن صنعت نفت، انقلاب اسلامی و موج سراسر آزادیخواهی در اصلاحات آغاز قرن بیست و یکم، از جمله این موارند. در این حرکات روحیه سراسری مشترک برای دستیابی به اهداف مشترک دیده می‌شود و به رغم تلاش‌های گسترده جریان‌های داخلی و خارجی قوم‌گرای برای بسیج قومی در ایران پس از آغاز جنگ جهانی دوم، همبستگی ملی ایرانیان همچنان تجلی گسترده خود را به نمایش گذاشته‌است.
گذشته از این حضور برخی از گروه‌های زبانی یا مذهبی ایرانی در رده‌های بالای دولتی گاه چشمگیر بوده‌است. در دوران پادشاهان ترک‌زبان تا دوران پهلوی حضور بسیاری از عناصر غیرترک‌زبان جمعیت ایران در بالای حکومتی و و نظیر وزارت خانه‌ها و مشاوران و ملازمان دیده می‌شود. همین پادشاهان نه تنها تحت تاًثیر تاریخ، تمدن، فرهنگ و میراث سیاسی ایران کاملاً ایرانیزه شده بلکه در ترویج فرهنگ و ادب ایرانی و زبان ملی آن یعنی زبان فارسی پرداختند.
در دوران پهلوی نیز همین امر صادق است و حضور ایرانیان ترک‌زبان در رده‌های بالای حکومتی بسیار چشمگیر بوده‌است. رضاشاه پهلوی از جانب مادری ریشه قفقازی داشت و یک یا دوتن از همسران او نیز اصلیت آذربایجانی داشت. محمدرضاشاه نیز نخستین فرزند خود را از میان بختیاری‌ها برگزید و آخرین همسر او فرح دیبا دارای اصالت آذربایجانی است. علاوه بر این بسیاری از مقامات رده بالا از نخست وزیران و وزرا گرفته تا فرماندهان ارتش و رئیس‌های ادارات و نظایر آن از میان عناصر غیرفارس‌زبان انتخاب شده بود. پس از انقلاب اسلامی هرچند آیت‌الله خمینی فارسی‌زبان بود ولی از لحاظ زبانی بسیاری از فرهیختگان و دولتمردان و رئیس‌جمهوران و روحانیان بالامرتبه از غیرفارسی‌زبان بودند. از میان این‌ها می‌توان به میرحسین موسوی و عبدالعلی بازرگان و آیت‌الله خامنه‌ای اشاره کرد. از میان فرماندهان عالی ارتش و ادارات نیز افرادی مانند محسن رضائی، رحیم صفوی و علی شمخانی حضور داشتند. این موارد نشان می‌دهد که دولت ایران چه سنتی و چه مدرن، نه ابزار سلطه قومی، بلکه محل سازش و اجماع قومی در ایران بوده‌است. البته این نکته را نباید نادیده گرفت که برخی از گروه‌های زبانی و مذهبی همانند بلوچها و کردها و ترکمن‌ها مقام رده‌بالایی پس از انقلاب در دولت نداشتند اما باید بر این نکته پافشاری کرد که حضور کم‌یاب این گروه‌ها وابسته به سیاست قومی نیست بلکه غیرشیعه بودن آن‌ها عامل مهمتری در حضور اندک آن‌ها در دولت بوده‌است. به همین نکته می‌توان حضور اندک غیرمسلمانان مانند کلیمیان و ارمنیان و زرتشتیان را نیز توجیه کرد.

## دولت مدرن و عشایر

### دیدگاه یکسان‌سازی عشایر
خط مشی او در قبال عشایر، ادامه عملیات نظامی پیشین بود. رضاشاه که قبایل بزرگ را شکست داده بود، با گسترش پاسگاه‌های نظامی در مناطق آنان، خلع سلاح رزمندگان عشایر، به سربازی بردن جوانان آنها، تحریک اختلافات داخلی آنها، مصادره ارضی آنها، تضعیف سران قبایل، محدود کردن کوچ سالانه، و گاه انتقال اجباری آن‌ها به روستاهای نمونه، خواهان اطمینان از انقیاد دائم آن‌ها بود. در نظر رضاشاه، همچنان که در نظر بسیاری از شهرنشینان خاورمیانه، قبیله‌ها وحشیانی ناخوشایند، غیر مولد، سرکش و بیسوادند که در طبیعت بدوی همچنان مانده‌اند.
به عقیده لوییس بک، استاد تمام انسان‌شناسی فرهنگ اجتماعی در دانشگاه واشینگتن در سنت لوییس، در این دوره مقامات هم‌زمان با توسعه سریع آموزش ملی سعی داشتند غیرفارس‌ها (از جمله قشقایی‌ها را) را فارسی گردانی کنند، و آن‌ها را در جامعه در حال نوین‌سازی ایران ادغام کرده، وفاداری به دولت مبتنی بر ملت ایران را جانشین وفاداری به قوم و قبیله سازند.
سیاستی که در برابر عشایر اتخاذ شد، با هدف بلندمدت تبدیل امپراتوری کثیرالمله به دولتی یکپارچه با مردمان واحد، ملت واحد، زبان واحد، فرهنگ واحد، و اقتدار سیاسی واحد ارتباط داشت. سواد فارسی با توسعه مدارس دولتی، بوروکراسی دولتی، دادگاه‌های مدنی، و ارتباطات جمعی، توسط حکومت افزایش یافت. فرهنگستان وظیفه داشت زبان را از کلیه واژه‌های بیگانه –عربی و ترکی- بپالاید. گرچه در این کار توفیق نیافت (چرا که چهل درصد از واژگان فارسی کنونی را لغات عربی و ترکی تشکیل می‌دهد)، ولی لغات فارسی بسیاری ساخت که در ارتش جایگزین عناوین قدیمی شد.
سیاست تمرکز، که شامل اقدامات خشن و متفرق‌کننده‌ای نظیر جابه‌جا کردن ده‌ها هزار از عشایر و مجبور کردن آنان به یکجانشینی بود، عموماً حمایت بسیاری از روشنفکران را جلب می‌کرد، خصوصاً آن‌ها که گرایش‌های لیبرال و دست چپی داشتند. در چنین محافلی، این یک باور غالب بود که فقط یک دولت متمرکز قدرتمند (گرچه نه الزاماً مستبدانه) خواهد توانست مشکلات در حال رشد مربوط به توسعه‌نیافتگی کشور را حل کند، و در عین حال از یگانگی ملت و اقتدار پاسداری کند.
سیاست جابجایی اجباری و یکجانشین کردن عشایر، رسماً در سال ۱۹۳۲ شروع شد. ده‌ها هزار نفر از کردها تحت شرایط بسیار خشن در مازندران، خراسان، اصفهان، و یزد مستقر شدند.
آذربایجانی‌ها به کردستان رانده شدند و لرها مجبور شدند در قسمت‌های مرکزی و جنوبی ایران مستقر شوند.

### نظر غیرقومی بودن اسکان عشایر و مرکزگرایی
از جمله موضوعاتی که در بحث‌های مربوط به سیاست‌های دولت مدرن در قبال اقوام ایرانی مطرح است و ابهامات فراوانی دارد، ادعای مهاجرت گروهی برخی اقوام ایرانی از محل سکونت خود به مناطق دیگر است. این مسئله به بحثی مبهم و گاه جدلی تبدیل شده‌است که ادبیات مستند و گستردهای در مورد آن وجود ندارد. اما باید به این نکته توجه داشت که «کوچ» عشایر و طوایف از منطقهای به منطقه دیگر، ربطی به مسائل قومی و سیاست‌های قومی رضاشاه و دولت مدرن نداشته‌است. اصولاً ما به‌طور دقیق و علمی نمی‌توانیم مدعی وجود سیاست قومی خاص و مدونی در دوره رضاشاه باشیم، چرا که اولاً چنین بحثی در هیچ‌یک از منابع معتبر تاریخی مربوط به دوره رضاشاه مطرح نشده‌است و دو اینکهً اصولاً در دوره رضاشاه ما شاهد جنبش‌های سیاسی قومگرایانه در آن دوره نبوده‌ایم. سیاسی شدن مسائل قومی در دوره اشغال ایران در جنگ جهانی دوم در آذربایجان و کردستان شروع شد و نه قبل از آن. مسئله برخی از مهاجرتهای اجباری دوره رضاشاه، به سیاست‌های دولت مدرن در رابطه با ایلات و عشایر کوچنده بازمی‌گردد و نه گروه‌های قومی. در چارچوب سیاست‌های ایلی و عشیرهای دولت مدرن، برخی از ایلات و طوایف نظیر شاهسون‌ها در آذربایجان و احتمالاً در سایر نقاط ایران از مناطق خود به سایر مناطق کوچ داده شدند. در دوره اولیه ظهور دولت مدرن، یعنی قبل از پادشاهی رضاشاه که حرکت برای تمرکزگرایی ایران و پایان دادن به هرج و مرج ایلی و طایف‌های و حکمرانی محلی رؤسای ایلات و طوایف شروع شد، برخی رؤسای مسلح ایلات سرکوب شده و به تبعید رفتند و در مواردی نیز تعدادی از خانواده‌های آن‌ها و گاه گروه‌هایی از عشایر و ایلات کوچنده به مناطق دیگر کوچ داده شدند. این‌گونه اقدامات را به لحاظ علمی نمی‌توان حرکت علیه اقوام در نظر گرفت، چرا که در آن زمان نه تنها هویت و همبستگی قومی در ایران چندان از موضوعیت برخوردار نبود، بلکه در مناطق حاشیه‌ای ایران نظیر کردستان، بختیاری، خوزستان، بلوچستان و ترکمن صحرا نیز هویت ایلی و طایفه‌ای رایج بود و نه هویت کرد، بلوچ، عرب، یا ترکمن. گذشته از آن، در جریان سرکوب رؤسای شورشگر ایلات نظیر اسماعیل آقا سیمکو در کردستان، شیخ خزعل در خوزستان، دوست محمد خان بلوچ در بلوچستان، و اقبال‌السلطنه ماکویی در آذربایجان و غیره، بسیاری از طوایف همزبان و هم مذهب این رؤسای ایلی با دولت در سرکوب آن‌ها همکاری می‌کردند. این واقعیت که اسناد فراوانی هم دارد، نشان می‌دهد که در آن زمان اصولاً هویت و همبستگی قومی به مفهوم نوین آن در ایران پدیدار نبوده، و بنابراین دولت مدرن سیاست قومی و تدوین آن را در برنامه خود قرار نمی‌داده‌است. بنابراین سخن گفتن از ستم قومی و سرکوب حرکت‌های قومی، اجبار اقوام ایرانی به مهاجرت و نظایر آن بحث‌های شعاری و غیرعلمی است.

## دولت مدرن و ادعای کشتارهای قومی

### دیدگاه مخالفان این ادعا
در ادبیات گروه‌های قومگرا و در نوشته‌های سیاسی آنها، از قلع و قمع گروه‌های قومی در برخی برهه‌های تاریخی ایران به عنوان یکی از عمده تجلیت عمده ستم قومی از سوی دولت مدرن یاد می‌شود. این نوع دعاوی در بحث گروه‌های قومگرای تجزیه‌طلب یا خودمختاریخواه و به هنگام شرح اقدامات دولت مدرن علیه گروه‌ها قومی بارها مطرح شده‌است. به ادعای ادبیات این گروه‌ها، در جریان سرکوب شورش‌ها، یا به گفته آن‌ها قیام گروه‌ها و نخبگان قومی، نظیر سرکوب شیخ خزعل در ۱۳۰۲، سرکوب دوست محمدخان بلوچ در ۱۳۰۷، سرکوب اسماعیل آقاسیمکو در کردستان در ۱۳۰۲ و نیز در جریان آزادسازی آذربایجان از سلطه اتحاد جماهیر شوروی و فرقه دموکرات آذربایجان و رهاسازی کردستان از نیروی مسلح حزب دموکرات کردستان و نیز در جریان حوادث کردستان در اوایل انقلاب در سال‌های ۵۸–۶۲، دولت مدرن تحت سلطه «فارس» به قتل‌عام و کشتار گروه‌های قومی نظیر اعراب، کردها، ترک‌ها، بلوچ‌ها و دیگران دست زده‌اند. در بررسی این‌گونه ادعاهای مربوط به نقش دولت مدرن در به اصطلاح کشتار گروه‌های قومی در ایران باید به چند نکته اساسی اشاره کرد:
بسیاری از این ادعاها مبتنی بر داده‌های مستند و تاریخی نیست و با مطالعه نوشته‌های قومگرایانه نمی‌توان به درستی درک کرد که این کشتارها و قتل‌عام‌های قومی چگونه و در چه مقطعی رخ داده و نام و نشان افراد کشته شده یا مفقودی چیست. اکثر این دعاوی یا بر حدس و گمان اطلاعات نادرست استوار است یا نویسندگان آن‌ها به بی‌پایه بودن چنین حوادثی واقف‌اند اما به دلایل سیاسی و استراتژیک یعنی به منظور بسیج احساسات افراد متعلق به گروه‌های قومی به این کار دست می‌رنند. گاه دامنه ضد و نقیض گویی این‌گونه نوشته‌ها و دعاوی سیاسی آن چنان گسترده‌است که از مقایسه آن‌ها می‌توان به بی‌اساس بودن آن‌ها و عدم اطلاع خود مطرح کنندگان دعاوی از چنین حوادثی پی برد. برای نمونه نشریاتی قومی در بحث پایان حضور فرقه دموکرات آذربایجان در ایران، ادعاهای ضد و نقیضی در مورد کشتار مردم تبریز از سوی ارتش ایران مطرح کرده‌اند و بدون این که مدرک و دلیلی ارائه دهند یا منابع معتبری مرجع آن‌ها باشد، از کشتار سه هزار نفر گرفته تا بیست و پنج هزار یکی از نشریات پانترک مدعی شده بود که در این ماجرا حدود ۲۵۰۰۰ نفر توسط ارتش ایران «اعدام» شدند! و حتی یکی از سایتهای جدایی‌خواه گاه هشتاد هزار و آن را نمونه‌ای از ستم فارس‌ها بر ترک‌ها قلمداد می‌کنند. این در حالی است که در منابع بیطرف و مستند، به چنین کشتارهای گروهی از سوی ارتش ایران اشاره‌ای نشده و نام و نشانی از کشته شدگان به دست نیامده است. گذشته از این، برخی منابع موثق و شواهد عینی، چه ایرانی و چه خارجی، ذکر کرده‌اند که اصولاً قبل از ورود ارتش ایران به تبریز و زنجان، مردم شهر علیه بقایای دموکرات‌ها قیام کردند و به قتل برخی از آن‌ها اقدام نمودند.
دکتر تورج اتابکی آمار کشته شدگان فرقه را بر اساس منبع سفارت انگلستان ۴۰۰ نفر می‌شمرد. پروفسور سیوچیستکی نیز از استقبال مردم آذربایجان از ارتش ایران سخن می‌گوید و تخمین می‌زند که حدود ۵۰۰ نفر از اعضای فرقه در دوران فروپاشی و پیش از رسیدن ارتش در آذربایجان نابود شدند.
آیت‌الله مجتهدی [آقا شیخ جعفر] روحانی برجسته تبریز و شاهد عینی آن حوادث و کریستوفر سایکس خبرنگار و دیپلمات آمریکایی در تبریز از جمله این افراد هستند که مدعیاند مردم عادی شهرها و روستاهای آذربایجان پس از فرار فرقه و رهبران آن به دنبال خروج شوروی، شخصیت‌ها و اعضای فرقه دموکرات را مورد حمله قرار دادند، و ارتش ایران چند روز بعد وارد منطقه شد.
در مورد کردستان نیز اصولاً باید به این واقعیت اشاره کرد که جز درگیری‌های اندک مسلحانه میان نیروهای ارتش و برخی افراد مسلح وابسته به حزب دموکرات کردستان بارزانی، خون‌ریزی دیگری در کردستان سال ۱۳۲۵ روی نداد و ارتش ایران بدنبال مذاکرات میان فرماندهان نظامی و نخبگان مهاباد، با آرامش وارد این شهر شد. تنها پس از مدتی قاضی محمد، برادرش و چند تن دیگر به اتهام خیانت به ایران و همکاری با نیروهای اشغالگر شوروی، به دار آویخته و اصولاً هیچ گونه کشتار و قتلی در کردستان صورت نگرفت.
بسیاری از درگیری‌های مسلحانه میان دولت مدرن و گروه‌های قومی در واقع چیزی جز برخود نخبگان نبود و مردم عادی یا توده‌های اقوام، نقشی در این درگیری‌ها نداشتند. نخبگان قومگرای ایرانی در طول دهه‌های پس از جنگ اول به مسلح ساختن خود و طرفدارانشان دست زده ولی برخورد آن‌ها به عرصه توده‌ها و مردمان عادی کشیده نشد به عبارت دیگر، درگیری‌های مسلحانه میان نیروهای نظامی دولت مدرن و نیروهای مسلح گروه‌های قومگرا روی می‌داده‌است. مفهوم کشتار و قتل‌عام‌های قومی مردم عادی و غیرنظامی، همانند کشتارهای ارامنه در ترکیه یا کشتار کردها در این کشور یا در عراق، هرگز در ایران روی نداده‌است و هیچ مدرک و نشان متعبری در این مورد وجود ندارد.
بسیاری از درگیری‌های میان نیروهای دولت مرکزی مدرن و گروه‌های قومی، به نوعی ماهیت جنگ داشته‌است. یعنی رویارویی دو نیروی مسلح که در آن احتمالاً افراد زیادی از دو طرف کشته می‌شوند. برای نمونه نبرهای نظامی محدود میان نیروهای مسلح دولت مدرن با نیروهای اسماعیل آقاسیمکو در آذربایجان غربی در ۱۳۰۱–۱۳۰۳، نبرد میان ارتش مرکزی با دوست محمدخان بلوچ، یا نیروهای فرقه دموکرات آذربایجان در قافلانکوه در اطرف زنجان را نمی‌توان کشتار قومی دانست، بلکه نوعی رویارویی مسلحانه و جنگد قلمداد می‌شوند. در این سه مورد، نیروهای مسلح وابسته به نخبگان و جریانات قومی در برابر نیروهای مسلح دولت مدرن ایران ایستادگی کردند و اتخلاف به نبرد مسلحانه انجامید.
گاه محرک این‌گونه درگیری‌های مسلحانه، نه نیروهای نظامی دولت مدرن بلکه گروه‌های مسلح قومگرا بودهاند. برای نمونه مسلح شدن نیروهای حزب دموکرات کردستان و گروه کومله در سال ۱۳۵۷ و حمله آن‌ها به پایگاه‌های ارتش در شهرهای کردستان و تن ندادن آن‌ها به هشدارهای نیروهای مسلح ارتش برای حضور در این بخش‌های ایران، به درگیری‌های مسلحانه سال ۱۳۵۸ و سال‌های پس از آن منجر شد. به همین ترتیب نیروهای مسلح فرقه دموکرات آذربایجان موسوم به فدائیان که با حمایت ارتش سرخ شوروی و سلاح‌هایی که از آن‌ها تحویل گرفته بودند، به پادگان‌ها و مراکز نظامی ارتش در شهرهای آذربایجان حمله‌ور شدند و بسیاری را نیز در جریان این حملات کشتند.
در بحث‌ها و دعاوی جدلی گروه‌های قومگرا، هرگز به کشتار نیروهای مسلح دولت مرکزی یا مردم عادی از سوی گروه‌های مسلح قومگرا اشاره نمی‌شود. از جمله آن‌ها می‌توان به قتل و غارت‌های گسترده شهرهای آذربایجان غربی مثل ارومیه و شهرهای کردنشین ایران توسط نیروهای تحت رهبری اسماعیل آقاسیمکو و خشونت‌های گسترده وی علیه شیعیان، ترک و فارس، ارامنه و آشوری‌ها اشاره کرد. نیروهای مسلح سیمکو در جریان درگیری با نیروهای ژاندارمری دولت مرکزی چند صد نفر از این نیروها را به قتل رساندند. به همین ترتیب می‌توان به کشتارها و قتل و غارت‌های انجام شده دوست محمدخان بلوچ در بلوچستان ایران و نواحی همجوار فارسی‌زبان اشاره کرد. حمله به مناطق خراسان و کرمان، کشتار مردمان شهرها و روستاها و به اسارت بردن زنان و کودکان این مناطق توسط طوایف بلوچ در سیاری از منابع تاریخی و خارجی ذکر شده‌است.
وقوع این تحولات باعث شد تا بسیاری از مردمان بومی منطقه، برای نمونه طوایف بلوچ مخالف دوست محمدخان یا طوایف کرد مخالف سیمکو و حزب دموکرات، متقاضی اعزام نیروهای مسلح ارتش مرکزی و همکاری با آن در سرکوب رؤسای مسلح ایلات شوند. چنین وضعی در جریان حملات فدائیان فرقه دموکرات به مراکز ارتش و ژاندارمری ایران در آذربایجان روی داد و قبل از هرگونه تخاصم از سوی ارتش، ده‌ها نظامی از سوی فدائیان فرقه دموکرات قتل‌عام شدند. برای نمونه می‌توان از قتل بیرحمانه حدود سیصد نیروی ژاندارمری ایران توسط فدائیان فرقه دموکرات نام برد، که تأسف بسیاری از اهالی تبریز و آذربایجان را برانگیخت و برخی از شاهدان عینی حوادث به آن اشاره کرده‌اند. همچنین کشتار مردم زنجان از سوی غلام یحیی دانشیان فرمانده فرقه دموکرات در این شهر زبانزد همه‌است. در کردستان بعد ازانقلاب نیز نیروهای مسلح وابسته به گروه‌های کرد و گروه‌های چپگرای مارکسیست ایرانی در شهر پاوه به کشتار گسترده نیروهای نظامی و شبه نظامی (که در حال دفاع از شهر بودند) دست زدند و همین مسئله باعث بسیج افکار عمومی علیه آن‌ها و اعزام نیرو به کردستان شد. این‌گونه کشتارها توسطه نیروهای مسلح وابسته به حزب دموکرات و کومله در سال‌های ۱۳۵۸ به بعد بارها و بارها گزارش شده‌است.
گرچه باید این واقعیت را پذیرفت که در جریان درگیری‌های نظامی میان ارتش مردن و گروه‌های مسلح قومگرای گریز از مرکز، برخی از بیرحمی‌ها، نظیر گزارش مربوط به کشتار تعدادی از روستاییان بلوچستان به دستور سرگرد البرزی، روی داد، اما این نوع حوادث را نمی‌توان در مقایسه با کشتار ارامنه و کردها در ترکیه و عراق مقایسه کرد و به آن‌ها ماهیت کشتارهای قومی داد. نمونه دیگر کشتار هزاره‌ها در افغانستان توسط عبدالرحمن خان است که بزرگ‌ترین نسل‌کشی قرن نوزدهم لقب گرفته.

## نقش بیگانگان
فرقه دموکرات آذربایجان با فرمان و دستور استالین، جهت تجزیه ایران تأسیس شد. در ۱۵ تیر ۱۳۲۴ (ششم ژوئیه ۱۹۴۵) دفتر سیاسی حزب کمونیست شوروی از باقروف خواست که برای سازماندهی یک جنبش جدایی طلب در آذربایجان ایران و دیگر استان‌های شمالی ایران اقدام‌های لازم را به عمل آورد  اما حکومت دست‌نشانده شوروی پس از خروج سربازان شوروی متلاشی شد و عامه مردمان خواستار حکومت محلی وابسته با جدایی طلب نبودند. در این زمان حکومت فرقه آموزش به زبان فارسی را تعضیف کرد و زبان روسی را به عنوان زبان دوم معرفی کرد. حضور فرقه و دخالت بیگانگان و سیاسی شدن مسئله زبان تأثیراتی بر سیاست دولت مرکزی در رفتار با زبان‌های محلی ایران گذاشت.

## مناطق مختلف

### کردستان
در سال ۱۳۱۶، به‌گفته حکومت پهلوی «چون راجع‌به نژاد و ملیت کردها که ایرانی خالص هستند پاره‌ای از گفتگوهای ناشایسته پیش آمده» بود، در هیئت وزیران مقرر شد «برای جلوگیری از
اغتشاش اذهان و استحکام ملیت در آنها» علاوه بر تأسیسات جدید فرهنگی، کتاب‌ها و
رساله‌هایی دربارهٔ این موضوع که «کردها از عناصر خالص ایرانی قدیم و جزء لاینفک این
کشور هستند تألیف و منتشر شود؛ ازاین‌رو، مبلغ ۵۰ هزار ریال برای تألیف و انتشار سه جلد کتاب تاریخ و نژاد ملیت کردها به مردوخ کردستانی و رشید یاسمی و مینورسکی پرداخت شد. اما در عمل، تفاوت چندانی بین نحوهٔ رفتار دولتمردان پهلوی با کردی، به‌عنوان یکی از زبان‌های ایرانی، و زبان‌های غیرایرانی چون ترکی و عربی وجود نداشت.